# Catalogo Köchel

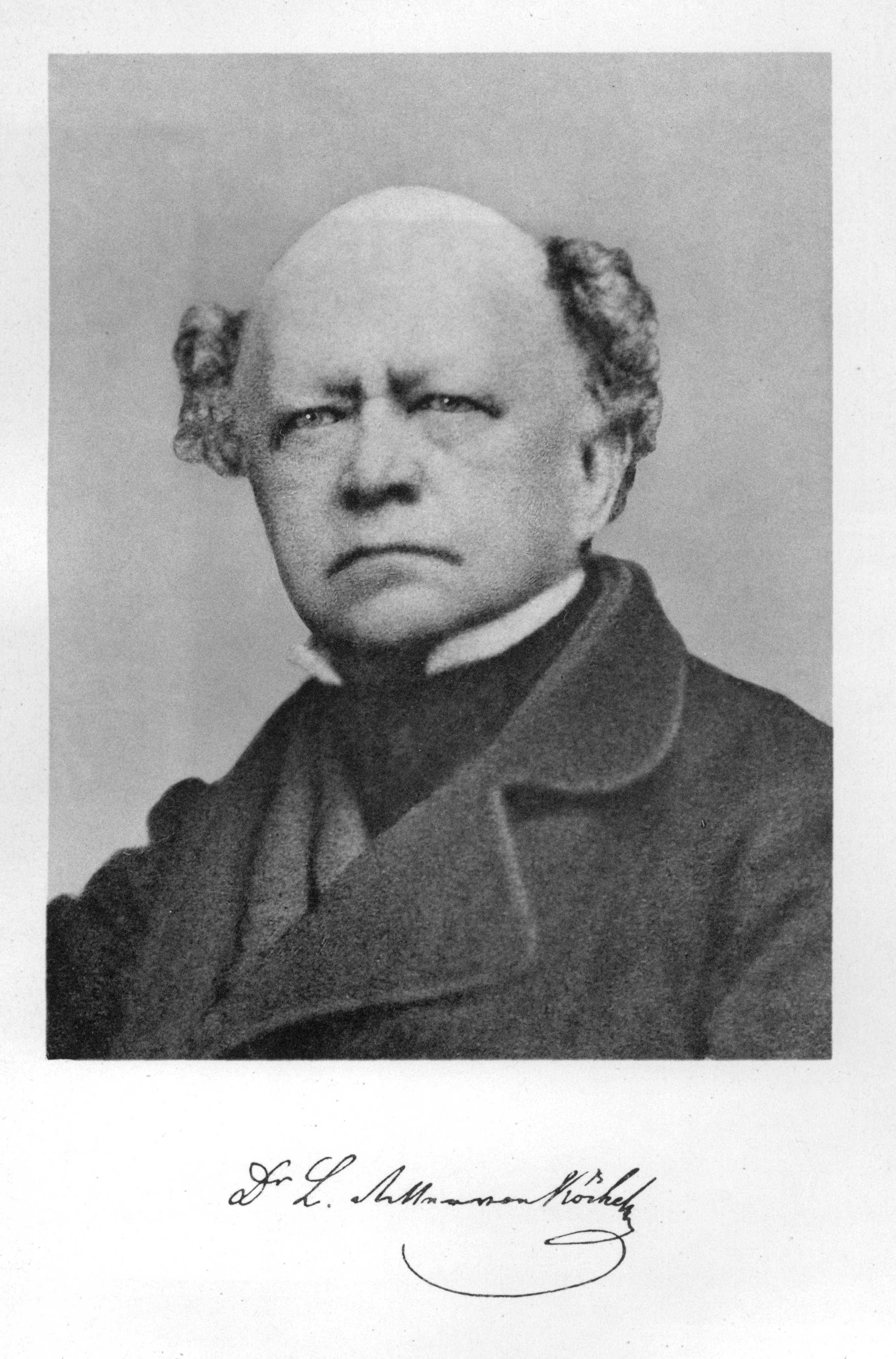
Ludwig von Köchel

Il Catalogo Köchel è l'elenco di tutte le composizioni musicali di Wolfgang Amadeus Mozart. Esso prende il nome da Ludwig von Kochel, che ne pubblicò la prima edizione nel 1862.

## Descrizione
L'idea di Kochel era quella di creare un catalogo cronologico, cioè numerare le opere di Mozart in ordine progressivo per data di composizione, in modo tale che si potesse individuare se un'opera è più antica di un'altra semplicemente confrontando i numeri di catalogo.
L'opera, ambiziosa, era destinata a scontrarsi con le difficoltà oggettive che spesso si presentano quando si cerca di datare opere di cui si hanno notizie da fonti diverse, talvolta contraddittorie, incerte e frammentarie (manoscritti autografi e no, prime edizioni a stampa, abbozzi, testimonianze, lettere, ecc.). Per questo motivo, a causa di errori di datazione delle singole opere e di varie altre lacune, il catalogo originario redatto da Kochel conteneva numerose imprecisioni. Quindi, dopo la prima edizione del 1862, sono state realizzate altre cinque successive edizioni. Le due revisioni maggiormente significative sono contenute nella terza edizione, redatta da Alfred Einstein nel 1936, e nella sesta e ultima edizione, compilata nel 1964 da Franz Giegling, Alexander Weinmann e Gerd Sievers.
Con la scoperta di opere precedentemente non catalogate o con il cambiamento della data di composizione per sopraggiunte nuove informazioni di carattere musicologico, si poneva tuttavia il problema di dover spostare dei numeri inserendoli tra due altri, oppure di dover inserire dei pezzi nuovi tra un numero e l'altro. La brillante soluzione, trovata, sembra, da Alfred Einstein, è stata quella di mantenere la vecchia struttura e di inserire i nuovi pezzi o i pezzi spostati in mezzo ai numeri esistenti, aggiungendo a essi una lettera minuscola (e poi eventualmente maiuscola) a mo' di indice. Così, ad esempio, la Missa solemnis in do minore, designata dalla prima edizione come KV 139, è diventata KV 114a (tra KV 114 e KV 115) nell'edizione di Einstein e KV 47a (tra KV 47 e KV 48) nell'ultima edizione.
Ogni opera di Mozart viene dunque catalogata con un numero preceduto dall'abbreviazione K o KV, in entrambi i casi indicante Köchel Verzeichnis (Catalogo Köchel in tedesco). Il numero indicato è di solito quello originale della prima edizione del catalogo Köchel, anche se il pezzo è stato poi rinumerato nelle edizioni successive, mentre è quello nuovo, con le lettere, soltanto per le opere scoperte dopo il 1862.

## Catalogo
Nella lista che segue sono riportate le seguenti indicazioni:
- K: il numero attribuito alla composizione nella prima edizione del catalogo;
- K6: il numero attribuito alla composizione nella sesta edizione del catalogo;
- Anno: l'anno di composizione;
- Composizione: il titolo e/o l'indicazione sommaria della composizione;
- Tonalità: la tonalità della composizione (M indica la tonalità maggiore, m la tonalità minore);
- Organico: gli organici sono indicati dall'abbreviazione degli strumenti separati da virgole senza spazi, preceduti dal numero qualora presenti in numero maggiore di uno; in caso di strumenti dell'organico alternativi, questi vengono indicati in parentesi tonde poste immediatamente dopo l'abbreviazione dello strumento di pertinenza; per la lista completa delle abbreviazioni, vedi la tabella della legenda.

| Abbreviazione | Nome standard italiano               |
| ------------- | ------------------------------------ |
| a             | Contralto                            |
| arp           | Arpa                                 |
| b             | basso (violoncello e/o contrabbasso) |
| bs            | Basso (voce)                         |
| bc            | Basso continuo                       |
| br            | Baritono                             |
| cemb          | Clavicembalo                         |
| cl            | Clarinetto                           |
| crbass        | Corno di bassetto                    |
| cb            | Contrabbasso                         |
| cfag          | Controfagotto                        |
| hr            | Corno                                |
| eh            | Corno inglese                        |
| choir         | Coro                                 |
| fg            | Fagotto                              |

| Abbreviazione | Nome standard italiano  |
| ------------- | ----------------------- |
| fl            | Flauto                  |
| flno          | Flautino                |
| gc            | Grancassa               |
| gh            | Ghironda                |
| glarm         | Glassharmonika          |
| glock         | Glockenspiel            |
| mand          | Mandolino               |
| mzs           | Mezzosoprano            |
| ob            | Oboe                    |
| org           | Organo                  |
| ott           | Ottavino                |
| pf            | Pianoforte              |
| posthorn      | Cornetta da postiglione |
| pts           | Piatti                  |
| sinth         | Mixer                   |
| son           | Sonagli                 |

| Abbreviazione | Nome standard italiano |
| ------------- | ---------------------- |
| s             | Soprano                |
| strings       | Archi                  |
| tamb          | Tamburo                |
| tambmil       | Tamburo militare       |
| t             | Tenore                 |
| timp          | Timpani                |
| tr            | Tromba                 |
| trb           | Trombone               |
| triang        | Triangolo              |
| v             | Voce                   |
| vl            | Violino                |
| vla           | Viola                  |
| vc            | Violoncello            |

| K       | K6         | Anno                | Composizione | Tonalità                                                                                | Organico                                                                                |
| ------- | ---------- | ------------------- | --- | --------------------------------------------------------------------------------------- | --------------------------------------------------------------------------------------- |
| K 1     | K 1e       | 1764                | Minuetto | Sol M                                                                                   | pf(cemb)                                                                                |
|         | K 1a       | 1761                | Andante | Do M                                                                                    | pf(cemb)                                                                                |
|         | K 1b       | 1761                | Allegro | Do M                                                                                    | pf(cemb)                                                                                |
|         | K 1c       | 1761                | Allegro | Fa M                                                                                    | pf(cemb)                                                                                |
|         | K 1d       | 1761                | Minuetto | Fa M                                                                                    | pf(cemb)                                                                                |
|         | K 1f       | 1764                | Minuetto | Do M                                                                                    | pf(cemb)                                                                                |
| K 2     | K 2        | 1762                | Minuetto | Fa M                                                                                    | pf(cemb)                                                                                |
| K 3     | K 3        | 1762                | Allegro | Si♭ M                                                                                   | pf(cemb)                                                                                |
| K 4     | K 4        | 1762                | Minuetto | Fa M                                                                                    | pf(cemb)                                                                                |
| K 5     | K 5        | 1762                | Minuetto | Fa M                                                                                    | pf(cemb)                                                                                |
|         | K 5a       | 1763                | Allegro | Do M                                                                                    | pf(cemb)                                                                                |
|         | K 5b       | 1763                | Andante (frammento) | Si♭ M                                                                                   | pf(cemb)                                                                                |
| K 6     | K 6        | 1762-1764           | Sonata per clavicembalo e violino | Do M                                                                                    | pf(cemb), vl                                                                            |
| K 7     | K 7        | 1763-1764           | Sonata per clavicembalo e violino | Re M                                                                                    | pf(cemb), vl                                                                            |
| K 8     | K 8        | 1763-1764           | Sonata per clavicembalo e violino | Si♭ M                                                                                   | pf(cemb), vl                                                                            |
| K 9     | K 9        | 1764                | Sonata per clavicembalo e violino | Sol M                                                                                   | pf(cemb), vl                                                                            |
| K 10    | K 10       | 1764                | Sonata per clavicembalo, violino (o flauto) | Si♭ M                                                                                   | pf(cemb), vl(fl), vc ad libitum                                                         |
| K 11    | K 11       | 1764                | Sonata per clavicembalo e violino (o flauto) | Sol M                                                                                   | pf(cemb), vl(fl), vc ad libitum                                                         |
| K 12    | K 12       | 1764                | Sonata per clavicembalo e violino (o flauto) | La M                                                                                    | pf(cemb), vl(fl), vc ad libitum                                                         |
| K 13    | K 13       | 1764                | Sonata per clavicembalo, violino (o flauto) | Fa M                                                                                    | pf(cemb), vl(fl), vc ad libitum                                                         |
| K 14    | K 14       | 1764                | Sonata per clavicembalo e violino (o flauto) | Do M                                                                                    | pf(cemb), vl(fl), vc ad libitum                                                         |
| K 15    | K 15       | 1764                | Sonata per clavicembalo, violino (o flauto) | Si♭ M                                                                                   | pf(cemb), vl(fl), vc ad libitum                                                         |
|         | K 15a-15ss | 1765                | 43 brevi composizioni per pianoforte (Quaderno Londinese) | Varie                                                                                   | pf(cemb)                                                                                |
| K 16    | K 16       | 1764                | Sinfonia n. 1 | Mi♭ M                                                                                   |                                                                                         |
|         | K 16a      | 1764                | Sinfonia (apocrifa?) | La m                                                                                    |                                                                                         |
| K 17    | K 17       | 1764                | Sinfonia n. 2 (apocrifa, probabilmente di Leopold Mozart) | Si♭ M                                                                                   |                                                                                         |
| K 18    | K 18       | 1764                | Sinfonia n. 3 (apocrifa, di Karl Friedrich Abel) | Mi♭ M                                                                                   |                                                                                         |
| K 19    | K 19       | 1765                | Sinfonia n. 4 | Re M                                                                                    |                                                                                         |
|         | K 19a      | 1765                | Sinfonia | Fa M                                                                                    |                                                                                         |
|         | K 19b      |                     | Sinfonia (perduta) | Do M                                                                                    |                                                                                         |
|         | K 19d      | 1765                | Sonata per pianoforte a quattro mani | Do M                                                                                    | pf                                                                                      |
| K 20    | K 20       | 1765                | Mottetto God is our refuge | Sol m                                                                                   | s, a, t, bs                                                                             |
| K 21    | K 19c      | 1765                | Aria per tenore e orchestra Va, dal furor portata | Do M                                                                                    |                                                                                         |
|         | K 21a      | 1765                | Variazioni per pianoforte (perdute) | La M                                                                                    | pf                                                                                      |
| K 22    | K 22       | 1765                | Sinfonia n. 5 | Si♭ M                                                                                   |                                                                                         |
| K 23    | K 23       | 1765                | Aria per soprano e orchestra Conservati fedele | La M                                                                                    | s, strings                                                                              |
| K 24    | K 24       | 1766                | Otto Variazioni per pianoforte sul Lied olandese Laat ons juichen, Batavieren! di Christian Ernst Graaf | Sol M                                                                                   | pf(cemb)                                                                                |
| K 25    | K 25       | 1766                | Sette Variazioni per pianoforte sul Lied olandese Willem van Nassau | Re M                                                                                    | pf(cemb)                                                                                |
| K 26    | K 26       | 1766                | Sonata per pianoforte e violino | Mi♭ M                                                                                   | pf, vl                                                                                  |
| K 27    | K 27       | 1766                | Sonata per pianoforte e violino | Sol M                                                                                   | pf, vl                                                                                  |
| K 28    | K 28       | 1766                | Sonata per pianoforte e violino | Do M                                                                                    | pf, vl                                                                                  |
| K 29    | K 29       | 1766                | Sonata per pianoforte e violino | Re M                                                                                    | pf, vl                                                                                  |
| K 30    | K 30       | 1766                | Sonata per pianoforte e violino | Fa M                                                                                    | pf, vl                                                                                  |
| K 31    | K 31       | 1766                | Sonata per pianoforte violino | Si♭ M                                                                                   | pf, vl                                                                                  |
| K 32    | K 32       | 1766                | Quodlibet Galimathias Musicum per pianoforte e orchestra | Varie                                                                                   |                                                                                         |
|         | K 32a      |                     | Das Dritte Skizzenbuch |                                                                                         | pf                                                                                      |
| K 33    | K 33       | 1766                | Kyrie | Fa M                                                                                    | s, a, t, bs, strings                                                                    |
|         | K 33a-33h  | 1766                | Pezzi vari segnalati nel catalogo "personale" redatto da Leopold Mozart, alcuni dei quali perduti. | Varie                                                                                   | Vari strumenti                                                                          |
| K 34    | K 34       | 1766                | Offertorio per voci e orchestra Scande coeli limina | Do M                                                                                    | s, a, t, bs, strings, 2tr, timp, org                                                    |
| K 35    | K 35       | 1767                | Oratorio sacro Die Schuldigkeit des ersten Gebotes, su testo di Ignaz A. Weiser |                                                                                         | 3s, 2t, strings, 2fl, 2ob, 2fg, 2tr, trb                                                |
| K 36    | K 33i      | 1767                | Recitativo e Aria (licenza) per tenore e orchestra Or che il dover - Tali e cotanti sono | Re M                                                                                    | t, strings, 2ob, 2hr, 2fg, 2tr, timp                                                    |
| K 37    | K 37       | 1767                | Concerto per pianoforte n. 1 | Fa M                                                                                    | pf(cemb), strings, 2ob, 2hr                                                             |
| K 38    | K 38       | 1767                | Apollo et Hyacinthus, Intermezzo latino su testo di Rufinus Widl |                                                                                         | s, a, t, bs, strings, 2ob, 2hr                                                          |
| K 39    | K 39       | 1767                | Concerto per pianoforte n. 2 | Si♭ M                                                                                   | pf(cemb), strings, 2ob, 2hr                                                             |
| K 40    | K 40       | 1767                | Concerto per pianoforte n. 3 | Re M                                                                                    | pf(cemb), strings, 2ob, 2tr                                                             |
| K 41    | K 41       | 1767                | Concerto per pianoforte n. 4 | Sol M                                                                                   | pf(cemb), strings, 2ob, 2fl                                                             |
|         | K 41a-g    |                     | Sette composizioni per vari strumenti (perdute) |                                                                                         | vari strumenti                                                                          |
| K 42    | K 35a      | 1767                | Grabmusik ("Cantata della Passione") per voci e orchestra su testo di A. Schachtner e A. Wimmer |                                                                                         | s, a, t, bs, choir, strings, 2hr                                                        |
| K 43    | K 43       | 1767                | Sinfonia n. 6 | Fa M                                                                                    | strings, 2ob(2fl), 2hr                                                                  |
|         | K 43a      | 1767                | Aria per due soprani Ach, was müssen wir erfahren? (incompiuta) | Fa M                                                                                    | 2s, pf?                                                                                 |
| K 44    | K 73u      | 1770                | Antifona Cibavit eos in adipe | La m                                                                                    | s, a, t, bs, org                                                                        |
| K 45    | K 45       | 1768                | Sinfonia n. 7 | Re M                                                                                    | strings, 2ob, 2hr, 2tr, timp                                                            |
|         | K 45a      | 1768 (o 1766?)      | Sinfonia Nuova Lambach e Sinfonia Vecchia Lambach | Sol M - Sol M                                                                           | strings, 2ob, 2hr                                                                       |
|         | K 45b      | 1768                | Sinfonia n. 55 | Si♭ M                                                                                   | strings, 2ob, 2hr                                                                       |
| K 46    | K 46       | 1781                | Quintetto per archi. Trascrizione (apocrifa?) della Serenata K 361 | Si♭ M                                                                                   | 2vl, 2vla, vc                                                                           |
|         | K 46d      | 1768                | Sonata per pianoforte e violino | Do M                                                                                    | pf(cemb), vl                                                                            |
|         | K 46e      | 1768                | Sonata per pianoforte e violino | Fa M                                                                                    | pf(cemb), vl                                                                            |
| K 47    | K 47       | 1768                | Offertorio Veni, Sancte Spiritus per voci e orchestra | Do M                                                                                    | s, a, t, bs, choir, strings, 2ob, 2hr, 2tr, timp, org                                   |
|         | K 47b      |                     | Offertorio per voci e orchestra, perduto |                                                                                         |                                                                                         |
|         | K 47c      |                     | Concerto per tromba, perduto |                                                                                         |                                                                                         |
| K 48    | K 48       | 1768                | Sinfonia n. 8 | Re M                                                                                    | strings, 2ob, 2hr, 2tr, timp                                                            |
| K 49    | K 47d      | 1768                | Missa brevis per voci, coro e orchestra | Sol M                                                                                   | s, a, t, bs, choir, strings, org                                                        |
| K 50    | K 46b      | 1768                | Bastien und Bastienne, Singspiel in un atto su testo di Friedrich Wilhelm Weiskern e Andreas Schachtner |                                                                                         | s, t, bs, strings, 2fl, 2ob, 2hr (fg e cemb ad libitum)                                 |
| K 51    | K 46a      | 1768                | La finta semplice, Opera buffa in tre atti su testi di Carlo Goldoni (riadattato da Marco Coltellini) |                                                                                         | s, t, bs, strings, 2fl, 2ob, 2fg, 2hr, bc                                               |
| K 52    | K 46c      | 1768                | Lied per soprano e pianoforte Daphne, deine Rosenwangen | La M                                                                                    | s, pf                                                                                   |
| K 53    | K 47e      | 1768                | Lied per soprano e pianoforte An die Freude | Fa M                                                                                    | s, pf                                                                                   |
| K 54    | K 547a     | 1788                | Sonata per pianoforte (rielaborazione della sonata K 547) | Fa M                                                                                    | pf(cemb)                                                                                |
| K 55    | K 55       | 1772 o 1773         | Sonata per pianoforte e violino (apocrifa) | Fa M                                                                                    | pf, vl                                                                                  |
| K 56    | K 56       | 1772 o 1773         | Sonata per pianoforte e violino (apocrifa) | Do M                                                                                    | pf, vl                                                                                  |
| K 57    | K 57       | 1772 o 1773         | Sonata per pianoforte e violino (apocrifa) | Fa M                                                                                    | pf, vl                                                                                  |
| K 58    | K 58       | 1772 o 1773         | Sonata per pianoforte e violino (apocrifa) | Mi♭ M                                                                                   | pf, vl                                                                                  |
| K 59    | K 59       | 1772 o 1773         | Sonata per pianoforte e violino (apocrifa) | Do m                                                                                    | pf, vl                                                                                  |
| K 60    | K 60       | 1772 o 1773         | Sonata per pianoforte e violino (apocrifa) | Mi m                                                                                    | pf, vl                                                                                  |
| K 61    | K 61       | 1772 o 1773         | Sonata per pianoforte e violino (apocrifa, di Hermann Friedrich Raupach) | La M                                                                                    | pf, vl                                                                                  |
|         | K 61b      | 1769                | Sette minuetti per due violini e basso |                                                                                         | 2vl, b                                                                                  |
|         | K 61g      | 1770?               | Due minuetti per orchestra | La M? - Do M?                                                                           |                                                                                         |
|         | K 61h      | 1769                | Sei minuetti per orchestra |                                                                                         |                                                                                         |
| K 62    | K 62       | 1769                | Cassazione (marcia) | Re M                                                                                    | strings, 2hr                                                                            |
| K 63    | K 63       | 1769                | Cassazione (Final musik) per violino e orchestra | Sol M                                                                                   | strings, 2hr, 2ob                                                                       |
| K 64    | K 64       | 1769                | Minuetto per orchestra (apocrifo?) | Re M                                                                                    |                                                                                         |
| K 65    | K 61a      | 1769                | Missa brevis | Re m                                                                                    | s, a, t, bs, choir, strings, org                                                        |
| K 66    | K 66       | 1769                | Messa Dominicus | Do M                                                                                    | s, a, t, bs, choir, strings, 2tr, timp, org                                             |
|         | K 66c      | 1769                | Sinfonia (perduta) | Re M                                                                                    |                                                                                         |
|         | K 66d      | 1769                | Sinfonia (perduta) | Si♭ M                                                                                   |                                                                                         |
|         | K 66e      | 1769                | Sinfonia (perduta) | Si♭ M                                                                                   |                                                                                         |
| K 67    | K 41h      | 1767                | Sonata da chiesa | Mi♭ M                                                                                   | 2vl, b(cb), org                                                                         |
| K 68    | K 41i      | 1767                | Sonata da chiesa | Si♭ M                                                                                   | 2vl, b(cb), org                                                                         |
| K 69    | K 41k      | 1767                | Sonata da chiesa | Re M                                                                                    | 2vl, b(cb), org                                                                         |
| K 70    | K 61c      | 1769                | Recitativo e Aria (licenza) per soprano e orchestra A Berenice - Sol nascente | Sol M                                                                                   | s, strings, 2ob, 2hr                                                                    |
| K 71    | K 71       | 1770                | Aria per tenore Ah, più tremar non voglio | Fa M                                                                                    |                                                                                         |
| K 72    | K 74f      | 1771                | Offertorio Inter natos mulierum | Sol M                                                                                   | s, a, t, bs, strings, org                                                               |
| K 73    | K 73       | 1769 (1771?)        | Sinfonia n. 9 | Do M                                                                                    | strings, 2ob(2fl), 2hr, 2tr, timp                                                       |
|         | K 73A      | 1770                | Aria per voce e orchestra Misero tu non sei (perduta) |                                                                                         |                                                                                         |
|         | K 73i      | 1772                | Canone (per 4 fiati?) | La M                                                                                    |                                                                                         |
|         | K 73r      | 1770                | Quattro canoni enigmatici per voci. Testi tratti da Virgilio (n. 1), dalla Bibbia (n. 2 e 3) e dalle Anacreontiche (n. 4) | Fa M - Sol M - Do M - Si♭ M                                                             |                                                                                         |
|         | K 73w      | 1773                | Fuga per pianoforte (frammento) | Re M                                                                                    | pf                                                                                      |
|         | K 73x      | 1772                | Studi in forma di canoni e per voci (frammento) |                                                                                         |                                                                                         |
| K 74    | K 74       | 1770                | Sinfonia n. 10 | Sol M                                                                                   | strings, 2ob, 2hr                                                                       |
|         | K 74b      | 1771                | Aria per soprano e orchestra Non curo l'affetto d'un timido amante | Mi M                                                                                    | s, strings, 2ob, 2hr                                                                    |
| K 75    | K 75       | 1771                | Sinfonia n. 42 | Fa M                                                                                    | strings, 2ob, 2hr                                                                       |
| K 76    | K 42a      | 1767                | Sinfonia n. 43 | Fa M                                                                                    | strings, 2ob, 2fg, 2hr                                                                  |
| K 77    | K 73e      | 1770                | Recitativo e Aria per soprano e orchestra Misero me – Misero pargoletto | Mi♭ M                                                                                   | s, strings, 2ob, 2hr, 2fg                                                               |
| K 78    | K 73b      | 1770                | Aria per soprano e orchestra Per pietà, bell'idol mio | Mi♭ M                                                                                   | s, strings, 2ob, 2hr                                                                    |
| K 79    | K 73d      | 1770                | Recitativo e Aria per soprano e orchestra O temerario Arbace – Per quel paterno amplesso | Si♭ M                                                                                   | s, strings, 2ob, 2hr                                                                    |
| K 80    | K 73f      | 1770                | Quartetto per archi n. 1 | Sol M                                                                                   | 2vl, vla, vc                                                                            |
| K 81    | K 73l      | 1770                | Sinfonia n. 44 | Re M                                                                                    | strings, 2ob, 2hr                                                                       |
| K 82    | K 73o      | 1770                | Aria per soprano e orchestra Se ardire e speranza | Fa M                                                                                    |                                                                                         |
| K 83    | K 73p      | 1770                | Aria per soprano e orchestra Se tutti i mali miei | Mi♭ M                                                                                   |                                                                                         |
| K 84    | K 73q      | 1770                | Sinfonia n. 11 | Re M                                                                                    | strings, 2ob, 2hr                                                                       |
| K 85    | K 73s      | 1770                | Miserere | La m                                                                                    | a, t, bs, org                                                                           |
| K 86    | K 73v      | 1770                | Antifona per voci Quaerite primum regnum Dei | Re m                                                                                    | s, a, t, bs                                                                             |
| K 87    | K 74a      | 1770                | Mitridate, re di Ponto, Opera seria in tre atti su testo di Vittorio Amedeo Cigna-Santi |                                                                                         | s, a, t, strings, 2fl, 2ob, 2fg, 2hr, 2tr, timp, bc                                     |
| K 88    | K 73c      | 1770                | Aria per soprano e orchestra Fra cento affani | Do M                                                                                    | s, strings, 2ob, 2hr, 2tr                                                               |
| K 89    | K 73k      | 1770                | Kyrie in forma di canone, per 5 soprani | Sol M                                                                                   | 5s                                                                                      |
| K 90    | K 90       | 1771                | Kyrie in forma di canone, per voci e organo (attribuzione dubbia) | Re m                                                                                    | s, a, t, bs, org                                                                        |
| K 91    | K 186i     | 1774                | Kyrie in forma di canone (spurio, originariamente di J. A. Reutter, terminato da Franz Xaver Süssmayr) | Re M                                                                                    | s, a, t, bs, strings, org                                                               |
| K 92    | K 92       | 1769?               | Salve Regina per voci e orchestra (apocrifo) |                                                                                         |                                                                                         |
| K 93    | K 93       | 1771                | De Profundis clamavi per voci e orchestra (apocrifo, di Georg von Reutter) |                                                                                         |                                                                                         |
|         | K 93a      |                     | Salmo Memento Domine David per voci e organo |                                                                                         |                                                                                         |
|         | K 93c      |                     | Lacrimosa per un Requiem per voci e organo |                                                                                         |                                                                                         |
| K 94    | K 73h      | 1770                | Minuetto per pianoforte | Re M                                                                                    | pf                                                                                      |
| K 95    | K 73n      | 1770                | Sinfonia n. 45 | Re M                                                                                    | strings, 2fl(2ob), 2tr                                                                  |
| K 96    | K 111b     | 1771                | Sinfonia n. 46 | Do M                                                                                    | strings, 2ob, 2hr, 2tr, timp                                                            |
| K 97    | K 73m      | 1770                | Sinfonia n. 47 | Re M                                                                                    | strings, 2ob, 2hr, 2tr, timp                                                            |
| K 98    | K 98       | 1771                | Sinfonia n. 48 (dubbia) | Fa M                                                                                    | strings, 2ob, 2hr                                                                       |
| K 99    | K 63a      | 1769                | Cassazione | Si♭ M                                                                                   | strings, 2ob, 2hr                                                                       |
| K 100   | K 62a      | 1769                | Serenata n. 1 Final-musik | Re M                                                                                    | strings, 2ob(2fl), 2hr, 2tr                                                             |
| K 101   | K 250a     | 1776                | Serenata n. 2 Ständchen per orchestra | Fa M                                                                                    | strings, 2fl, 2ob, 2hr, 2fg                                                             |
| K 102   | K 213c     | 1775                | Finale di sinfonia | Do M                                                                                    | strings, 2ob, 2hr, 2tr, timp                                                            |
| K 103   | K 61d      | 1769                | Diciannove Minuetti per orchestra | Varie                                                                                   | 2vl, b, 2ob(2fl), 2hr(2tr)                                                              |
| K 104   | K 61e      | 1769                | Sei Minuetti per orchestra | Varie                                                                                   | 2vl, b, 2ob, 2hr, 2tr                                                                   |
| K 105   | K 61f      | 1769                | Sei Minuetti per orchestra | Varie                                                                                   | 2vl, b, 2ob, 2hr                                                                        |
| K 106   | K 588a     | 1790                | Ouverture e tre Contraddanze per orchestra | Re M                                                                                    | strings, 2ob, 2fg, 2hr                                                                  |
| K 107   | K 107      | 1765                | Tre concerti per pianoforte | Re M - Sol M - Mi♭ M                                                                    | pf, 2vl, bc                                                                             |
| K 108   | K 74d      | 1771                | Regina Coeli | Do M                                                                                    | s, a, t, bs, strings, 2ob, 2hr, 2tr, timp, org                                          |
| K 109   | K 74e      | 1771                | Litaniae de Beata Maria Virgine Lauretanae | Si♭ M                                                                                   | s, a, t, bs, strings, 3trb, org                                                         |
| K 110   | K 75b      | 1771                | Sinfonia n. 12 | Sol M                                                                                   | strings, 2ob, 2fl, 2hr, 2fg                                                             |
| K 111   | K 111      | 1771                | Ascanio in Alba, Serenata teatrale in due atti su testo di Giuseppe Parini |                                                                                         | a, mzs, t, choir, strings, 2fl, 2ob, 2fg, 2eh, 2hr, 2tr, timp, bc                       |
| K 112   | K 112      | 1771                | Sinfonia n. 13 | Fa M                                                                                    | strings, 2ob, 2hr                                                                       |
| K 113   | K 113      | 1771                | Divertimento ("Concerto") n. 1, per orchestra | Mi♭ M                                                                                   | strings, 2cl, 2hr (nel 1777 in aggiunta: 2ob, 2eh, 2fg)                                 |
| K 114   | K 114      | 1771                | Sinfonia n. 14 | La M                                                                                    | strings, 2fl(2ob), 2hr                                                                  |
| K 115   | K 166d     | 1773                | Missa brevis (frammento) | Do M                                                                                    | s, a, t, bs, org                                                                        |
| K 116   | K 90a      | 1771                | Missa brevis (apocrifa, forse di Leopold Mozart) | Fa M                                                                                    | s, a, t, bs, org                                                                        |
| K 117   | K 66a      | 1769                | Offertorio Pro Omni Tempore Benedictus sit Deus | Do M                                                                                    | s, a, t, bs, strings, 2fl, 2hr, 2tr, timp, org                                          |
| K 118   | K 74c      | 1771                | La Betulia Liberata, Azione sacra in due parti su testo di Pietro Metastasio |                                                                                         | s, a, t, bs, choir, strings, 2fl, 2ob, 2fg, 2hr, 2tr, bc                                |
| K 119   | K 382h     | 1782                | Aria per soprano e orchestra Der Liebe himmlisches Gefühl | La M                                                                                    | s, strings, 2ob, 2hr                                                                    |
| K 120   | K 111a     | 1771                | Finale per una sinfonia (per l'Ouverture di Ascanio in Alba K 111) | Re M                                                                                    | strings, 2fl, 2ob, 2hr, 2tr, timp                                                       |
| K 121   | K 121      | 1775                | Finale per una sinfonia (per l'Ouverture de La finta giardiniera K 196) | Re M                                                                                    | strings, 2ob, 2hr                                                                       |
| K 122   | K 73t      | 1770                | Minuetto per orchestra | Mi♭ M                                                                                   | strings, 2ob, 2hr                                                                       |
| K 123   | K 73g      | 1770                | Contraddanza per orchestra | Si♭ M                                                                                   | strings, 2ob, 2hr                                                                       |
| K 124   | K 124      | 1772                | Sinfonia n. 15 | Sol M                                                                                   | strings, 2ob, 2hr                                                                       |
| K 125   | K 125      | 1772                | Litaniae de venerabili altaris sacramento | Si♭ M                                                                                   | s, a, t, bs, choir, strings, 2ob(2fl), 2hr, 2tr, org                                    |
| K 126   | K 126      | 1772                | Il sogno di Scipione, Azione teatrale in un atto su testo di Pietro Metastasio |                                                                                         | s, t, choir, strings, 2fl, 2ob, 2fg, 2hr, tr, timp, bc                                  |
| K 127   | K 127      | 1772                | Regina Coeli | Si♭ M                                                                                   | s, a, t, bs, strings, 2ob(2fl), 2hr, org                                                |
| K 128   | K 128      | 1772                | Sinfonia n. 16 | Do M                                                                                    | strings, 2ob, 2hr                                                                       |
| K 129   | K 129      | 1772                | Sinfonia n. 17 | Sol M                                                                                   | strings, 2ob, 2hr                                                                       |
| K 130   | K 130      | 1772                | Sinfonia n. 18 | Fa M                                                                                    | strings, 2ob, 2hr in Do, 2hr in Fa                                                      |
| K 131   | K 131      | 1772                | Divertimento n. 2, per orchestra | Re M                                                                                    | strings, 2fl, 2ob, 2hr, 2fg                                                             |
| K 132   | K 132      | 1772                | Sinfonia n. 19 | Mi♭ M                                                                                   | strings, 2ob, 2hr                                                                       |
| K 133   | K 133      | 1772                | Sinfonia n. 20 | Re M                                                                                    | strings, 2ob, 2hr, 2tr, fl                                                              |
| K 134   | K 134      | 1772                | Sinfonia n. 21 | La M                                                                                    | strings, 2fl, 2hr                                                                       |
| K 135   | K 135      | 1772                | Lucio Silla, Dramma per musica in tre atti su testo di Giovanni de Gamerra con modifiche di Pietro Metastasio |                                                                                         | s, t, strings, 2fl, 2ob, 2fg, 2hr, 2tr, timp, bc                                        |
|         | K 135a     | 1772                | Le gelosie del serraglio, abbozzo di un balletto |                                                                                         |                                                                                         |
| K 136   | K 125a     | 1772                | Divertimento, per archi | Re M                                                                                    | 2vl, 2vla, b                                                                            |
| K 137   | K 125b     | 1772                | Divertimento, per archi | Si♭ M                                                                                   | 2vl, 2vla, b                                                                            |
| K 138   | K 125c     | 1772                | Divertimento, per archi | Fa M                                                                                    | 2vl, 2vla, b                                                                            |
| K 139   | K 47a      | 1768                | Missa solemnis Waisenhausmesse | Do m                                                                                    | s, a, t, bs, choir, strings, 2ob, 2tr, 2trb, timp, org                                  |
| K 140   | K 140      | 1773                | Missa brevis (dubbia) | Sol M                                                                                   | s, a, t, bs, strings, org                                                               |
| K 141   | K 66b      | 1769                | Te Deum | Do M                                                                                    | s, a, t, bs, strings, org                                                               |
| K 142   | K 142      |                     | Tantum ergo (dubbia) | Si♭ M                                                                                   | s, a, t, bs, strings, 2tr, org                                                          |
| K 143   | K 73a      | 1770                | Recitativo e Aria per soprano Ergo interest — Quaere superna | Sol M                                                                                   | s, strings, org                                                                         |
| K 144   | K 124a     | 1772                | Sonata da chiesa | Re M                                                                                    | 2vl, b, org                                                                             |
| K 145   | K 124b     | 1772                | Sonata da chiesa | Fa M                                                                                    | 2vl, b, org                                                                             |
| K 146   | K 317b     | 1779                | Aria ("Passionslied") per soprano Kommet her, ihr frechen Sünder | Si♭ M                                                                                   | s, strings, org                                                                         |
| K 147   | K 125g     | 1772 (o 75-76)      | Lied Wie unglücklich bin ich nit, su testo di autore ignoto | Fa M                                                                                    | v, pf                                                                                   |
| K 148   | K 125h     | 1772 (o 84)         | Lied O heiliges Band der Freundschaft | Re M                                                                                    | v, pf                                                                                   |
| K 149   | K 125d     | 1772                | Lied Die grossmütige Gelassenheit (dubbio) | Si♭ M                                                                                   | v, pf                                                                                   |
| K 150   | K 125e     | 1772                | Lied Geheime Liebe (dubbio) | Sol M                                                                                   | v, pf                                                                                   |
| K 151   | K 125f     | 1772                | Lied Die Zufriedenheit in niedrigen Stande (dubbio) | Fa M                                                                                    | v, pf                                                                                   |
| K 152   | K 210a     | 1775                | Canzonetta Ridente la calma (dubbio) | Fa M                                                                                    | v, pf                                                                                   |
| K 153   | K 375f     | 1782                | Fuga per pianoforte (frammento) | Mi♭ M                                                                                   | pf                                                                                      |
| K 154   | K 385k     | 1782                | Fuga per pianoforte (frammento) | Sol m                                                                                   | pf                                                                                      |
|         | K 154a     |                     | Due Fughe per organo (frammento) |                                                                                         | org                                                                                     |
| K 155   | K 134a     | 1772                | Quartetto per archi n. 2 | Re M                                                                                    | 2vl, vla, vc                                                                            |
| K 156   | K 134b     | 1772                | Quartetto per archi n. 3 | Sol M                                                                                   | 2vl, vla, vc                                                                            |
| K 157   | K 157      | 1772-73             | Quartetto per archi n. 4 | Do M                                                                                    | 2vl, vla, vc                                                                            |
| K 158   | K 158      | 1772-73             | Quartetto per archi n. 5 | Fa M                                                                                    | 2vl, vla, vc                                                                            |
| K 159   | K 159      | 1773                | Quartetto per archi n. 6 | Si♭ M                                                                                   | 2vl, vla, vc                                                                            |
| K 160   | K 159a     | 1773                | Quartetto per archi n. 7 | Mi♭ M                                                                                   | 2vl, vla, vc                                                                            |
| K 161   | K 141a     | 1772                | Sinfonia (ouverture de Il sogno di Scipione K 126 trasformata in due movimenti separati); il finale è stato inizialmente catalogato come K 163                                                                                 | Re M                                                                                    | strings, 2fl, 2ob, 2hr, 2tr, timp                                                       |
| K 162   | K 162      | 1773                | Sinfonia n. 22 Salisburghese | Do M                                                                                    | strings, 2ob, 2hr, 2tr                                                                  |
| K 163   | K 141a     | 1772                | Finale della Sinfonia K 161 | Re M                                                                                    | strings, 2fl, 2ob, 2hr, 2tr, timp                                                       |
| K 164   | K 130a     | 1772                | Sei Minuetti per orchestra | Varie                                                                                   | strings, 2fl, 2ob, 2tr(2hr)                                                             |
| K 165   | K 158a     | 1773                | Mottetto Exsultate, jubilate | Fa M                                                                                    | s, strings, 2ob, 2hr, org                                                               |
| K 166   | K 159d     | 1773                | Divertimento n. 3, per fiati | Mi♭ M                                                                                   | 2ob, 2cl, 2eh, 2hr, 2fg                                                                 |
|         | K 166f     | 1773                | Kyrie per voci e orchestra (frammento) | Do M                                                                                    | s, a, t, bs, strings, 2ob, 2hr, 2tr, timp                                               |
|         | K 166g     | 1773                | Kyrie per voci e orchestra (frammento) | Re M                                                                                    | s, a, t, bs, strings, 2ob, 2hr, org                                                     |
|         | K 166h     | 1773                | In te Domine speravi, per voci (frammento) | Do M                                                                                    | s, a, t, bs                                                                             |
| K 167   | K 167      | 1773                | Messa Missa in honorem SS.mae Trinitatis | Do M                                                                                    | s, a, t, bs, strings, 2ob, 2tr, timp, org                                               |
| K 168   | K 168      | 1773                | Quartetto per archi n. 8 | Fa M                                                                                    | 2vl, vla, vc                                                                            |
| K 169   | K 169      | 1773                | Quartetto per archi n. 9 | La M                                                                                    | 2vl, vla, vc                                                                            |
| K 170   | K 170      | 1773                | Quartetto per archi n. 10 | Do M                                                                                    | 2vl, vla, vc                                                                            |
| K 171   | K 171      | 1773                | Quartetto per archi n. 11 | Mi♭ M                                                                                   | 2vl, vla, vc                                                                            |
| K 172   | K 172      | 1773                | Quartetto per archi n. 12 | Si♭ M                                                                                   | 2vl, vla, vc                                                                            |
| K 173   | K 173      | 1773                | Quartetto per archi n. 13 | Re m                                                                                    | 2vl, vla, vc                                                                            |
| K 174   | K 174      | 1773                | Quintetto per archi | Si♭ M                                                                                   | 2vl, 2vla, vc                                                                           |
| K 175   | K 175      | 1773                | Concerto per pianoforte n. 5 | Re M                                                                                    | pf, strings, 2ob, 2hr, 2tr, timp                                                        |
| K 176   | K 176      | 1773                | Sedici Minuetti per orchestra | Varie                                                                                   | strings, 2ob(2fl), 2hr(2tr), 2fg                                                        |
| K 177   | K 177      |                     | Offertorio Sub exposito venerabili (apocrifo, di Leopold Mozart) |                                                                                         |                                                                                         |
| K 178   | K 417e     | 1783                | Aria per soprano Ah, spiegarti, oh Dio, vorrei | La M                                                                                    | s, pf                                                                                   |
| K 179   | K 189a     | 1774                | Dodici Variazioni per pianoforte su un Minuetto di Johann Christian Fischer | Do M                                                                                    | pf                                                                                      |
| K 180   | K 173c     | 1773                | Sei Variazioni per pianoforte sull'aria Mio caro Adone di Antonio Salieri | Sol M                                                                                   | pf                                                                                      |
| K 181   | K 162b     | 1773                | Sinfonia n. 23 Salisburghese | Re M                                                                                    | strings, 2ob, 2hr, 2tr                                                                  |
| K 182   | K 173dA    | 1773                | Sinfonia n. 24 | Si♭ M                                                                                   | strings, 2ob(2fl), 2hr                                                                  |
| K 183   | K 173dB    | 1773                | Sinfonia n. 25 | Sol m                                                                                   | strings, 2ob, 2hr in Sib, 2hr in Sol                                                    |
| K 184   | K 161a     | 1773                | Sinfonia n. 26 Salisburghese | Mi♭ M                                                                                   | strings, 2fl, 2ob, 2fg, 2hr, 2tr                                                        |
| K 185   | K 167a     | 1773                | Serenata n. 3 Final musik (Andretter-Musik) | Re M                                                                                    | strings, 2ob(2fl), 2hr, 2tr                                                             |
| K 186   | K 159b     | 1773                | Divertimento n. 4, per fiati | Si♭ M                                                                                   | 2ob, 2cl, 2eh, 2hr, 2fg                                                                 |
| K 187   | K 187      | 1773                | Divertimento n. 5, per fiati e timpani (trascrizione da danze di Christoph Willibald Gluck e Joseph Starzer) | Do M?                                                                                   | 2fl, 5tr, 4timp                                                                         |
| K 188   | K 240b     | 1776                | Divertimento n. 6, per flauti e trombe | Do M                                                                                    | 2fl, 2tr in Do, 2tr in Re, 4timp                                                        |
| K 189   | K 167b     | 1773                | Marcia per orchestra | Re M                                                                                    | 2vl, b, 2fl, 2hr, 2tr                                                                   |
| K 190   | K 186E     | 1774                | Concerto per 2 violini e orchestra | Do M                                                                                    | 2vl, strings, 2ob, 2hr, 2tr                                                             |
| K 191   | K 186e     | 1774                | Concerto per fagotto | Si♭ M                                                                                   | fg, strings, 2ob, 2hr                                                                   |
| K 192   | K 186f     | 1774                | Missa brevis | Fa M                                                                                    | s, a, t, bs, choir, 2vl, b, org                                                         |
| K 193   | K 186g     | 1774                | Dixit Dominus e Magnificat | Do M                                                                                    | s, t, choir, strings, 2tr, timp, org                                                    |
| K 194   | K 186h     | 1774                | Missa brevis | Re M                                                                                    | s, a, t, bs, choir, strings, org                                                        |
| K 195   | K 186d     | 1774                | Litaniae Lauretanae BMV | Re M                                                                                    | s, a, t, bs, choir, strings, 2ob, 2hr, 2trb, org                                        |
| K 196   | K 196      | 1774/5              | La finta giardiniera, Opera buffa in tre atti (su testo di Giuseppe Petrosellini?) |                                                                                         | s, a, t, bs, strings, 2fl, 2ob, 2fg, 2hr, 2tr, timp, bc                                 |
|         | K 196a     | 1775                | Kyrie per voci e orchestra (frammento) | Sol M                                                                                   |                                                                                         |
|         | K 196d     | 1775                | Concerto per fagotto (perduto) | Fa M                                                                                    |                                                                                         |
|         | K 196e     |                     | Divertimento per fiati (dubbio) | Mi♭ M                                                                                   | 2ob, 2cl, 2hr, 2fg                                                                      |
|         | K 196f     |                     | Divertimento per fiati (dubbio) | Si♭ M                                                                                   | 2ob, 2cl, 2hr, 2fg                                                                      |
| K 197   | K 197      |                     | Tantum ergo per voci e orchestra (dubbio) | Re M                                                                                    |                                                                                         |
| K 198   | K 198      | 1773-4?             | Offertorio Sub tuum praesidium per soprano, tenore e orchestra (dubbio) | Fa M                                                                                    |                                                                                         |
| K 199   | K 161b     | 1773                | Sinfonia n. 27 Salisburghese | Sol M                                                                                   | strings, 2fl, 2hr                                                                       |
| K 200   | K 189k     | 1774                | Sinfonia n. 28 | Do M                                                                                    | strings, 2ob, 2hr, 2tr, timp                                                            |
| K 201   | K 186a     | 1774                | Sinfonia n. 29 "a mezza orchestra" | La M                                                                                    | strings, 2ob, 2hr                                                                       |
| K 202   | K 186b     | 1774                | Sinfonia n. 30 | Re M                                                                                    | strings, 2ob, 2hr, 2tr                                                                  |
| K 203   | K 189b     | 1774                | Serenata n. 4 Final-Musik | Re M                                                                                    | strings, 2hr, 2fg, 2tr                                                                  |
| K 204   | K 213a     | 1775                | Serenata n. 5 Final-Musik | Re M                                                                                    | strings, 2ob(2fl), 2hr, 2fg, 2tr                                                        |
| K 205   | K 167A     | 1773                | Divertimento n. 7, per orchestra | Re M                                                                                    | strings, 2hr, 2fg                                                                       |
| K 206   | K 206      | 1781                | Marcia (copia della marcia n. 8 di Idomeneo K 366) | Re M                                                                                    | strings, 2fl, 2ob, 2hr, 2fg, 2tr, timp                                                  |
|         | K 206a     | 1775                | Concerto per violoncello e orchestra (frammento) | Fa M                                                                                    |                                                                                         |
| K 207   | K 207      | 1775                | Concerto per violino n. 1 | Si♭ M                                                                                   | vl, strings, 2ob, 2hr                                                                   |
|         | K 207a     |                     | Finale per una sinfonia (per l'ouverture de La finta giardiniera K 196, cfr. K 121) |                                                                                         |                                                                                         |
| K 208   | K 208      | 1775                | Il re pastore, Dramma per musica in due atti su testo di Pietro Metastasio |                                                                                         | s, t, strings, 2fl, 2ob, 2fg, 2hr, 2tr, bc                                              |
| K 209   | K 209      | 1775                | Aria per tenore Si mostra la sorte | Re M                                                                                    | t, strings, 2fl, 2hr                                                                    |
|         | K 209a     | 1775                | Aria per basso e orchestra Un dente guasto (frammento) | Re M                                                                                    |                                                                                         |
| K 210   | K 210      | 1775                | Aria per tenore Con ossequio, con rispetto | Do M                                                                                    | t, strings, 2ob, 2hr                                                                    |
| K 211   | K 211      | 1775                | Concerto per violino n. 2 | Re M                                                                                    | vl, strings, 2ob, 2hr                                                                   |
| K 212   | K 212      | 1775                | Sonata da chiesa | Si♭ M                                                                                   | 2vl, b, org                                                                             |
| K 213   | K 213      | 1775                | Divertimento n. 8 Tafelmusik, per fiati | Fa M                                                                                    | 2ob, 2hr, 2fg                                                                           |
| K 214   | K 214      | 1775                | Marcia per orchestra | Do M                                                                                    | strings, 2ob, 2hr, 2tr                                                                  |
| K 215   | K 213b     | 1775                | Marcia per orchestra | Re M                                                                                    | strings, 2ob, 2hr, 2tr                                                                  |
| K 216   | K 216      | 1775                | Concerto per violino n. 3 | Sol M                                                                                   | vl, strings, 2ob(2fl), 2hr                                                              |
| K 217   | K 217      | 1775                | Aria per soprano Voi avete un cor fedele | Sol M                                                                                   | s, strings, 2ob, 2hr                                                                    |
| K 218   | K 218      | 1775                | Concerto per violino n. 4 | Re M                                                                                    | vl, strings, 2ob, 2hr                                                                   |
| K 219   | K 219      | 1775                | Concerto per violino n. 5 Türkish | La M                                                                                    | vl, strings, 2ob, 2hr                                                                   |
| K 220   | K 196b     | 1775                | Missa brevis, Spatzen-Messe | Do M                                                                                    | s, a, t, bs, choir, strings, org, 2tr, timp                                             |
| K 221   | K 221      | 1771?               | Kyrie (apocrifo, copia di un Kyrie di Johann Ernst Eberlin) | Do M                                                                                    |                                                                                         |
| K 222   | K 205a     | 1775                | Offertorio Misericordias Domini | Re m                                                                                    | choir, strings, 2ob, 2hr, org                                                           |
| K 223   | K 166e     | 1773                | Osanna | Do M                                                                                    | s, a, t, bs, strings, org                                                               |
| K 224   | K 241a     | 1776                | Sonata da chiesa | Fa M                                                                                    | 2vl, b, org                                                                             |
| K 225   | K 241b     | 1776                | Sonata da chiesa | La M                                                                                    | 2vl, b, org                                                                             |
| K 226   | K 226      |                     | Canone per voci O Schwestern, traut dem Amor nicht (apocrifo, di A. Kircher) |                                                                                         |                                                                                         |
| K 227   | K 227      |                     | Canone per voci O wunderschön ist Göttes Erde (apocrifo, di William Byrd) |                                                                                         |                                                                                         |
| K 228   | K 515b     | 1787                | Doppio Canone Ach! zu kurz | Fa M                                                                                    | s, a, t, bs                                                                             |
| K 229   | K 382a     | 1782                | Canone Sie ist dahin | Do m                                                                                    | 3s                                                                                      |
| K 230   | K 382b     | 1782                | Canone Selig, selig alle | Do m                                                                                    | 2s                                                                                      |
| K 231   | K 382c     | 1782                | Canone Leck mich im Arsch | Si♭ M                                                                                   | 6s                                                                                      |
| K 232   | K 232      | 1787                | Canone Lieber Freistädtler | Sol M                                                                                   | 4s                                                                                      |
| K 233   | K 382d     | 1782                | Canone Leck mir den Arsch fein recht schön sauber | Si♭ M                                                                                   | 3s                                                                                      |
| K 234   | K 382e     | 1782                | Canone Bei der Hitz in Sommer ess ich | Sol M                                                                                   | 3s                                                                                      |
| K 235   | K 235      |                     | Canone per pianoforte (apocrifo, di Carl Philipp Emanuel Bach) |                                                                                         | pf                                                                                      |
| K 236   | K 588b     | 1790                | Andantino per pianoforte | Mi♭ M                                                                                   | pf                                                                                      |
| K 237   | K 189c     | 1774                | Marcia per orchestra | Re M                                                                                    | strings, 2ob, 2hr, 2fg, 2tr                                                             |
| K 238   | K 238      | 1776                | Concerto per pianoforte e orchestra n. 6 | Si♭ M                                                                                   | pf, strings, 2ob(2fl), 2hr                                                              |
| K 239   | K 239      | 1776                | Serenata n. 6, Serenata notturna, per due piccole orchestre | Re M                                                                                    | Orchestra A: strings; Orchestra B: strings, timp                                        |
| K 240   | K 240      | 1776                | Divertimento n. 9, per fiati | Si♭ M                                                                                   | 2ob, 2hr, 2fg                                                                           |
| K 241   | K 241      | 1776                | Sonata da chiesa | Sol M                                                                                   | 2vl, b, org                                                                             |
| K 242   | K 242      | 1776                | Concerto per tre pianoforti e orchestra n. 7 Lodron-Konzert | Fa M                                                                                    | 3pf, strings, 2ob, 2hr                                                                  |
| K 243   | K 243      | 1776                | Litaniae de venerabilis altaris sacramento | Mi♭ M                                                                                   | s, a, t, bs, choir, strings, 2ob(2fl), 2hr, 2fg, 2trb, org                              |
| K 244   | K 244      | 1776                | Sonata da chiesa | Fa M                                                                                    | 2vl, b, org                                                                             |
| K 245   | K 245      | 1776                | Sonata da chiesa | Re M                                                                                    | 2vl, b, org                                                                             |
| K 246   | K 246      | 1776                | Concerto per pianoforte n. 8 Lützow-Konzert | Do M                                                                                    | pf, strings, 2ob, 2hr                                                                   |
| K 247   | K 247      | 1776                | Divertimento n. 10 Lodronische-Nachtmusik n. 1 | Fa M                                                                                    | 2vl, vla, vc, 2hr                                                                       |
| K 248   | K 248      | 1776                | Marcia per orchestra (composta per il Divertimento K 237) | Fa M                                                                                    | strings, 2hr                                                                            |
| K 249   | K 249      | 1776                | Marcia Haffner (composta per la Serenata K 250) | Re M                                                                                    | strings, 2ob, 2hr, 2fg, 2tr, timp                                                       |
| K 250   | K 248b     | 1776                | Serenata n. 7 Haffner | Re M                                                                                    | strings, 2ob(2fl), 2hr, 2fg, 2tr                                                        |
| K 251   | K 251      | 1776                | Divertimento n. 11 Settimino, per orchestra | Re M                                                                                    | strings, 2ob, 2hr                                                                       |
| K 252   | K 240a     | 1776                | Divertimento n. 12, per fiati | Mi♭ M                                                                                   | 2ob, 2hr, 2fg                                                                           |
| K 253   | K 253      | 1776                | Divertimento n. 13 | Fa M                                                                                    | 2ob, 2hr, 2fg                                                                           |
| K 254   | K 254      | 1776                | Divertimento-Trio, per pianoforte e archi | Si♭ M                                                                                   | pf, vl, vc                                                                              |
| K 255   | K 255      | 1776                | Recitativo e aria per contralto Ombra felice! – Io ti lascio | Fa M                                                                                    | a, strings, 2ob, 2hr                                                                    |
| K 256   | K 256      | 1776                | Aria buffa per tenore Clarice, cara mia sposa | Re M                                                                                    | t, strings, 2ob, 2hr                                                                    |
| K 257   | K 257      | 1776                | Messa Credo-Messe | Do M                                                                                    | s, a, t, bs, choir, strings, 2ob, 2tr, 2trb, timp, org                                  |
| K 258   | K 258      | 1776                | Missa brevis, Spaur-Messe | Do M                                                                                    | s, a, t, bs, choir, strings, 2tr, timp, org                                             |
|         | K 258a     | 1787-91             | Kyrie per 4 voci e orchestra (frammento) | Do M                                                                                    |                                                                                         |
| K 259   | K 259      | 1776                | Missa brevis, Orgelsolo-Messe | Do M                                                                                    | s, a, t, bs, choir, strings, 2tr, timp, org                                             |
| K 260   | K 248a     | 1776                | Offertorio Venite, populi | Re M                                                                                    | 2s, 2a, 2t, 2bs, strings, org                                                           |
| K 261   | K 261      | 1776                | Adagio per violino e orchestra (brano alternativo all'adagio del Concerto per violino K 219) | Mi M                                                                                    | vl, strings, 2fl, 2hr                                                                   |
| K 262   | K 246a     | 1776                | Missa longa | Do M                                                                                    | s, a, t, bs, choir, strings, 2ob, 2hr, 2tr, 2trb, timp, org                             |
| K 263   | K 263      | 1776                | Sonata da chiesa | Do M                                                                                    | 2vl, b, 2tr, org                                                                        |
| K 264   | K 315d     | 1778                | Nove Variazioni per pianoforte sull'aria Lison Dormait | Do M                                                                                    | pf                                                                                      |
| K 265   | K 300e     | 1778                | Dodici Variazioni per pianoforte sulla canzone Ah, vous dirai-je, maman | Do M                                                                                    | pf                                                                                      |
| K 266   | K 271f     | 1777                | Trio-Sonata Nachtmusik | Si♭ M                                                                                   | 2vl, b                                                                                  |
| K 267   | K 271c     | 1777                | Quattro Contraddanze | Sol M - Mi♭ M - La M - Re M                                                             | strings, 2ob(2fl), 2fg, 2hr                                                             |
| K 268   | K 268      | 1780; 1786          | Concerto per violino n. 6 (dubbio) | Mi♭ M                                                                                   | vl, strings, 2ob, fl, 2hr, 2fg                                                          |
| K 269   | K 261a     | 1776                | Rondò concertante per violino e orchestra | Si♭ M                                                                                   | vl, strings, 2ob, 2hr                                                                   |
|         | K 269b     | 1776                | Quattro Contraddanze per pianoforte | Sol M - Sol M - Do M- Re M                                                              | pf                                                                                      |
| K 270   | K 270      | 1777                | Divertimento n. 14 Tafelmusik | Si♭ M                                                                                   | 2ob, 2hr, 2fg                                                                           |
| K 271   | K 271      | 1777                | Concerto per pianoforte n. 9 Jeunehomme | Mi♭ M                                                                                   | pf, strings, 2ob, 2hr                                                                   |
|         | K 271i     | 1777                | Concerto per violino n. 7 | Re M                                                                                    | vl, strings, 2ob, 2hr                                                                   |
|         | K 271k     | 1777                | Concerto per oboe Ferlendis Konzert (perduto) |                                                                                         |                                                                                         |
| K 272   | K 272      | 1777                | Recitativo, Aria e Cavatina per soprano Ah, lo previdi - Ah, t'invola agli occhi miei; Miseria! - Deh, non varcar quell'onda                                                                                                   | Do m                                                                                    | s, strings, 2ob, 2hr                                                                    |
| K 273   | K 273      | 1777                | Graduale Ad festum B.M.V. Sancta Maria, mater Dei | Fa M                                                                                    | s, a, t, bs, strings, org                                                               |
| K 274   | K 271d     | 1777                | Sonata da chiesa | Sol M                                                                                   | 2vl, b, org                                                                             |
| K 275   | K 272b     | 1777                | Missa brevis | Si♭ M                                                                                   | s, a, t, bs, choir, strings, org                                                        |
| K 276   | K 321b     | 1779                | Mottetto Regina Coeli | Do M                                                                                    | s, a, t, bs, choir, strings, 2ob, 2tr, timp, org                                        |
| K 277   | K 272a     | 1777                | Offertorio - Mottetto Alma Dei creatoris Mater | Fa M                                                                                    | s, a, t, bs, strings, org                                                               |
| K 278   | K 271e     | 1777                | Sonata da chiesa | Do M                                                                                    | strings, 2ob, 2tr, timp, org                                                            |
| K 279   | K 189d     | 1774                | Sonata per pianoforte n. 1 | Do M                                                                                    | pf                                                                                      |
| K 280   | K 189e     | 1774                | Sonata per pianoforte n. 2 | Fa M                                                                                    | pf                                                                                      |
| K 281   | K 189f     | 1774                | Sonata per pianoforte n. 3 | Si♭ M                                                                                   | pf                                                                                      |
| K 282   | K 189g     | 1774                | Sonata per pianoforte n. 4 | Mi♭ M                                                                                   | pf                                                                                      |
| K 283   | K 189h     | 1774                | Sonata per pianoforte n. 5 | Sol M                                                                                   | pf                                                                                      |
| K 284   | K 205b     | 1775                | Sonata per pianoforte n. 6 Dürnitz-Sonate | Re M                                                                                    | pf                                                                                      |
|         | K 284a     | 1777                | Quattro preludi per pianoforte (perduti); uno di essi è identico al Capriccio K 395 |                                                                                         | pf                                                                                      |
|         | K 284e     | 1777                | Strumentazione di un Concerto per flauto di Johann Baptist Wendling (perduta) |                                                                                         |                                                                                         |
|         | K 284f     | 1777                | Rondò per pianoforte (perduto) |                                                                                         | pf                                                                                      |
| K 285   | K 285      | 1777                | Quartetto per flauto e archi | Re M                                                                                    | fl, vl, vla, vc                                                                         |
|         | K 285a     | 1777                | Quartetto per flauto e archi (incompiuto) | Sol M                                                                                   | fl, vl, vla, vc                                                                         |
|         | K 285b     | 1781–82             | Quartetto per flauto e archi (incompiuto) | Do M                                                                                    | fl, vl, vla, vc                                                                         |
| K 286   | K 269a     | 1776                | Notturno (Serenata n. 8) per 4 orchestre | Re M                                                                                    |                                                                                         |
| K 287   | K 271H     | 1777                | Divertimento n. 15 Lodronische Nachtmusik n. 2 | Si♭ M                                                                                   | 2vl, vla, vc, 2hr                                                                       |
| K 288   | K 246c     | 1777                | Divertimento (frammento) | Fa M                                                                                    | 2vl, vla, b, 2hr                                                                        |
| K 289   | K 271g     | 1777                | Divertimento n. 16, per fiati | Mi♭ M                                                                                   | 2ob, 2hr, 2fg                                                                           |
| K 290   | K 167AB    | 1773                | Marcia Andretter-Musik | Re M                                                                                    | strings, 2hr                                                                            |
| K 291   | K 291      |                     | Adagio e Fuga per orchestra (apocrifi, di Michael Haydn) | Re M                                                                                    |                                                                                         |
| K 292   | K 196c     | 1775                | Sonata per fagotto e violoncello | Si♭ M                                                                                   | fg, vc                                                                                  |
| K 293   | K 416f     | 1783                | Concerto per oboe (frammento) | Fa M                                                                                    | ob, strings, 2cl, 2hr, 2fg                                                              |
|         | K 293e     |                     | Diciannove Cadenze per soprano e orchestra, per arie di Johann Christian Bach (apocrife) |                                                                                         |                                                                                         |
| K 294   | K 294      | 1778                | Recitativo e Aria per soprano Alcandro, lo confesso – Non so donde viene | Mi♭ M                                                                                   | s, strings, 2fl, 2cl, 2hr, 2fg                                                          |
|         | K 294a     |                     | Concerto per violino Adelaide (apocrifo, di Marius Casadesus) | Re M                                                                                    |                                                                                         |
| K 295   | K 295      | 1778                | Recitativo e Aria per tenore Se al labbro mio non credi – Il cor dolente e afflitto | Si♭ M                                                                                   | t, strings, 2fl, 2ob, 2hr, 2fg                                                          |
|         | K 295a     | 1778                | Recitativo e Aria per soprano Basta, vincesti – Ah, non lasciarmi | Mi♭ M                                                                                   | s, strings, 2fl, 2hr, 2fg                                                               |
| K 296   | K 296      | 1778                | Sonata per pianoforte e violino n. 17 | Do M                                                                                    | pf, vl                                                                                  |
|         | K 296b     | 1778                | Kyrie (frammento) | Mi♭ M                                                                                   | s, a, t, bs, strings, 2ob, 2hr, 2fg, 2tr, timp                                          |
|         | K 296c     | 1778                | Kyrie (frammento) | Mi♭ M                                                                                   | s, a, t, bs, strings, 2ob, 2hr, 2fg, 2tr, timp                                          |
| K 297   | K 300a     | 1778                | Sinfonia n. 31 Pariser | Re M                                                                                    | strings, 2fl, 2ob, 2cl, 2hr, 2fg, 2tr, timp                                             |
|         | K 297a     | 1778                | Otto pezzi per un Miserere di Ignaz Holzbauer, per coro e orchestra (perduti) |                                                                                         |                                                                                         |
|         | K 297c     |                     | Concerto per flauto e arpa |                                                                                         |                                                                                         |
| K 297B  | K 297B     | 1778                | Sinfonia concertante per fiati (dubbia, presente nell'ultimo catalogo come supplemento C. 14.01) | Mi♭ M                                                                                   | ob, cl, fg, hr, strings, 2ob, 2hr                                                       |
| K 298   | K 298      | 1786–87             | Quartetto per flauto e archi | La M                                                                                    | fl, vl, vla, vc                                                                         |
| K 299   | K 299      | 1778                | Concerto per flauto e arpa | Do M                                                                                    | fl, arp, strings, 2ob, 2hr                                                              |
|         | K 299b     | 1778                | Balletto Les petits riens | Do M                                                                                    | strings, 2fl, 2cl, 2ob, 2hr, 2fg, 2tr, timp                                             |
|         | K 299c     | 1778                | Schizzo di Balletto (frammento) |                                                                                         |                                                                                         |
|         | K 299d     | 1778                | Rondò per orchestra La chasse (frammento) |                                                                                         |                                                                                         |
| K 300   | K 300      | 1778                | Gavotta per orchestra | Si♭ M                                                                                   | strings, 2ob, 2hr, 2fg                                                                  |
| K 301   | K 293a     | 1778                | Sonata per pianoforte e violino n. 18 | Sol M                                                                                   | pf, vl                                                                                  |
| K 302   | K 293b     | 1778                | Sonata per pianoforte e violino n. 19 | Mi♭ M                                                                                   | pf, vl                                                                                  |
| K 303   | K 293c     | 1778                | Sonata per pianoforte e violino n. 20 | Do M                                                                                    | pf, vl                                                                                  |
| K 304   | K 300c     | 1778                | Sonata per pianoforte e violino n. 21 | Mi m                                                                                    | pf, vl                                                                                  |
| K 305   | K 293d     | 1778                | Sonata per pianoforte e violino n. 22 | La M                                                                                    | pf, vl                                                                                  |
| K 306   | K 300l     | 1778                | Sonata per pianoforte e violino n. 23 | Re M                                                                                    | pf, vl                                                                                  |
| K 307   | K 284d     | 1777                | Arietta francese Oiseaux, si tous les ans | Do M                                                                                    | s, pf                                                                                   |
| K 308   | K 308      | 1778                | Arietta francese Dans un bois solitaire | La♭ M                                                                                   | s, pf                                                                                   |
| K 309   | K 284b     | 1777                | Sonata per pianoforte n. 7 | Do M                                                                                    | pf                                                                                      |
| K 310   | K 300d     | 1778                | Sonata per pianoforte n. 8 Parigina n. 1 | La m                                                                                    | pf                                                                                      |
| K 311   | K 284c     | 1777                | Sonata per pianoforte n. 9 | Re M                                                                                    | pf                                                                                      |
|         | K 311a     | 1778                | Ouverture (dubbia, forse mai scritta; in seguito spostata nel supplemento C.11.05) | Si♭ M                                                                                   | strings, 2fl, 2ob, 2cl, 2fg, 2hr, 2tr, timp                                             |
| K 312   | K 590d     | 1790                | Allegro per pianoforte (per una sonata non realizzata) | Sol m                                                                                   | pf                                                                                      |
| K 313   | K 285c     | 1778                | Concerto per flauto n. 1 | Sol M                                                                                   | fl, strings, 2ob, 2hr                                                                   |
| K 314   | K 285d     | 1778                | Concerto per flauto n. 2 | Re M (Do M per oboe)                                                                    | fl(ob), strings, 2ob, 2hr                                                               |
| K 315   | K 285e     | 1778                | Andante per flauto e orchestra | Do M                                                                                    | fl, strings, 2ob, 2hr                                                                   |
|         | K 315b     | 1778                | Scena per contralto (perduta) |                                                                                         |                                                                                         |
|         | K 315e     | 1778                | Musiche per il melodramma Semiramide (perdute) |                                                                                         |                                                                                         |
|         | K 315f     | 1778                | Concerto per violino e pianoforte (frammento) | Re M                                                                                    |                                                                                         |
| K 316   | K 300b     | 1778, 1779          | Recitativo e Aria per soprano Popoli di Tessaglia - Io non chiedo, eterni Dei | Do M                                                                                    | s, strings, 2ob, 2fg, 2hr                                                               |
| K 317   | K 317      | 1779                | Messa Krönungs-Messe | Do M                                                                                    | s, a, t, bs, choir, strings, 2ob, 2hr, 2tr, 2trb, timp, org                             |
| K 318   | K 318      | 1779                | Sinfonia n. 32 | Sol M                                                                                   | strings, 2fl, 2ob, 2fg, 4hr, 2tr, timp                                                  |
| K 319   | K 319      | 1779                | Sinfonia n. 33 | Si♭ M                                                                                   | strings, 2ob, 2hr, 2fg                                                                  |
| K 320   | K 320      | 1779                | Serenata n. 9 Posthorn | Re M                                                                                    | strings, 2fl(flno), 2ob, 2hr, posthorn, 2fg, 2tr, timp                                  |
|         | K 320e     |                     | Sinfonia concertante per violino, viola, violoncello e orchestra (frammento) | La M                                                                                    | vl, vla, vc, strings, 2ob, 2hr                                                          |
| K 321   | K 321      | 1779                | Vesperae de Dominica | Do M                                                                                    | s, a, t, bs, choir, strings, 2tr, 2trb, timp, org                                       |
| K 322   | K 296a     | 1778                | Kyrie (frammento) | Mi♭ M                                                                                   | s, a, t, bs, strings, 2ob, 2hr, 2fg, 2tr, timp, org                                     |
| K 323   | K 323      | 1779                | Kyrie (frammento) | Do M                                                                                    | s, a, t, bs, strings, 2ob, 2hr, 2fg, 2tr, timp, org                                     |
| K 324   | K 324      | 1779                | Inno Salus infirmorum (dubbio) |                                                                                         |                                                                                         |
| K 325   | K 325      | 1779                | Inno Sancta Maria (dubbio) |                                                                                         |                                                                                         |
| K 326   | K 326      | 1771                | Inno Justum deduxit (apocrifo, di Ernest Eberlin) |                                                                                         |                                                                                         |
| K 327   | K 327      |                     | Inno Adoramus te (apocrifo, attribuito a Quirino Gasparini) |                                                                                         |                                                                                         |
| K 328   | K 317c     | 1779                | Sonata da chiesa | Do M                                                                                    | 2vl, b, org                                                                             |
| K 329   | K 317a     | 1779                | Sonata da chiesa | Do M                                                                                    | strings, 2ob, 2hr, 2tr, timp, org                                                       |
| K 330   | K 300h     | 1778                | Sonata per pianoforte n. 10 Parigina n. 2 | Do M                                                                                    | pf                                                                                      |
| K 331   | K 300i     | 1778                | Sonata per pianoforte n. 11 Parigina n. 3 | La M                                                                                    | pf                                                                                      |
| K 332   | K 300k     | 1778                | Sonata per pianoforte n. 12 Parigina n. 4 | Fa M                                                                                    | pf                                                                                      |
| K 333   | K 315c     | 1778                | Sonata per pianoforte n. 13 Parigina n. 5 | Si♭ M                                                                                   | pf                                                                                      |
| K 334   | K 320b     | 1779                | Divertimento n. 17 Musique von Robinig, per sestetto | Re M                                                                                    | 2vl, vla, vc, 2hr                                                                       |
| K 335   | K 320a     | 1779                | Due marce per orchestra | Re M                                                                                    | strings, 2fl(2ob), 2hr, tr                                                              |
| K 336   | K 336d     | 1780                | Sonata da chiesa | Do M                                                                                    | 2vl, b, org                                                                             |
| K 337   | K 337      | 1780                | Messa solenne, Missa aulica | Do M                                                                                    | s, a, t, bs, choir, strings, 2ob, 2fg, 2tr, 2trb, timp, org                             |
| K 338   | K 338      | 1780                | Sinfonia n. 34 | Do M                                                                                    | strings, 2ob, 2hr, 2fg, 2tr, timp                                                       |
| K 339   | K 339      | 1780                | Vesperae solennes de confessore | Do M                                                                                    | s, a, t, bs, choir, strings, fg, 2tr, 2trb, timp, org                                   |
| K 340   | K 340      |                     | Kyrie per voci (dubbio) | Re m                                                                                    |                                                                                         |
| K 341   | K 368a     | 1780-1              | Kyrie in Re minore | Re m                                                                                    | s, a, t, bs, choir, strings, 2fl, 2ob, 2cl, 2hr, 2fg, 2tr, timp, org                    |
| K 342   | K 342      |                     | Kyrie per voci e orchestra (apocrifo, di Leopold Mozart) | Re M                                                                                    |                                                                                         |
| K 343   | K 336c     | 1779                | Due Lieder da chiesa O Gottes Lamm - Als aus Ägypten Israel | Fa M - Do M                                                                             | v, org                                                                                  |
| K 344   | K 336b     | 1779-80             | Zaide, Singspiel in due atti su testo di Johann Andreas Schachtner (incompleto) |                                                                                         | s, 2t, 2bs, choir, strings, 2fl, 2ob, 2hr, 2fg, 2tr, timp                               |
| K 345   | K 336a     | 1779                | Thamos, König in Aegypten, Musiche di scena per il dramma eroico di Tobias Philipp Gebler |                                                                                         | s, a, t, bs, choir, strings, 2fl, 2ob, 2hr, 2tr, 2trb, timp                             |
| K 346   | K 439a     | 1783                | Notturno Luci care, luci belle | Fa M                                                                                    | 2s, bs, 3crbass                                                                         |
| K 347   | K 382f     | 1782                | Canone Wo der perlende Wein im Glase blinkt | Re M                                                                                    | 2s, 4t                                                                                  |
| K 348   | K 382g     | 1782                | Canone V'amo di core teneramente | Sol M                                                                                   | 2choir(s, a, t, bs)                                                                     |
| K 349   | K 367a     | 1780-1              | Lied Die Zufriedenheit | Sol M                                                                                   | v, mand                                                                                 |
| K 350   | K 350      |                     | Lied Schlafe, mein Prinzchen (apocrifo, di Bernhard Flies) |                                                                                         |                                                                                         |
| K 351   | K 367b     | 1780/1              | Lied Komm, liebe Zither | Do M                                                                                    | v, mand                                                                                 |
| K 352   | K 347c     | 1781                | Otto Variazioni per pianoforte Dieu d'amour | Fa M                                                                                    | pf                                                                                      |
| K 353   | K 300f     | 1778                | Dodici Variazioni per pianoforte La belle Françoise | Mi♭ M                                                                                   | pf                                                                                      |
| K 354   | K 299a     | 1778                | Dodici Variazioni per pianoforte Je suis Lindor | Mi♭ M                                                                                   | pf                                                                                      |
| K 355   | K 576b     | 1789                | Minuetto per pianoforte | Re M                                                                                    | pf                                                                                      |
| K 356   | K 617a     | 1791                | Piccolo adagio per glassharmonika | Do M                                                                                    | glarm                                                                                   |
| K 357   | K 497a     | 1786                | Allegro e Andante per pianoforte a quattro mani | Sol M                                                                                   | pf                                                                                      |
| K 358   | K 186c     | 1774                | Sonata per pianoforte a quattro mani | Si♭ M                                                                                   | pf                                                                                      |
| K 359   | K 374a     | 1781                | Dodici Variazioni per pianoforte e violino sull'aria La Bergere Célimène | Sol M                                                                                   | pf, vl                                                                                  |
| K 360   | K 374b     | 1781                | Sei Variazioni per pianoforte e violino sulla canzone Hélas, j'ai perdu mon amant | Sol m                                                                                   | pf, vl                                                                                  |
| K 361   | K 370a     | 1781                | Serenata n. 10 Gran Partita | Si♭ M                                                                                   | 2ob, 2cl, 2crbass, 2fg, 4hr, cb                                                         |
| K 362   | K 362      | 1780                | Marcia per orchestra (identica alla marcia n. 14 di Idomeneo K 366) | Do M                                                                                    | strings, 2fl, 2ob, 2cl, 2fg, 2hr, 2tr, timp                                             |
| K 363   | K 363      | 1780                | Tre Minuetti per orchestra | Re M - Si♭ M - Re M                                                                     | strings, 2fl, 2ob, 2cl, 2fg, 2hr, 2tr, timp                                             |
| K 364   | K 320d     | 1779                | Sinfonia concertante per violino, viola e orchestra | Mi♭ M                                                                                   | vl, vla, strings, 2ob, 2hr                                                              |
| K 365   | K 316a     | 1779                | Concerto per due pianoforti e orchestra n. 10 | Mi♭ M                                                                                   | 2pf, strings, 2ob, 2hr, 2fg (2cl, 2tr, timp aggiunti nel 1781)                          |
|         | K 365a     | 1780                | Aria per soprano e orchestra Zittre, töricht Herz (perduta) |                                                                                         |                                                                                         |
| K 366   | K 366      | 1780-1              | Idomeneo, Opera seria in tre atti su testo di Giambattista Varesco |                                                                                         | s, t, bs, choir, strings, 2fl, 2cl, 2ob, 2hr, 2fg, 2tr, 2trb, timp                      |
| K 367   | K 367      | 1781                | Musica per balletto (per Idomeneo K 366) | Re M                                                                                    | strings, 2fl, 2cl, 2ob, 2hr, 2fg, 2tr, timp                                             |
| K 368   | K 368      | 1781                | Recitativo e Aria per soprano Ma che vi fece, o stelle — Sperai vicino il lido | Fa M                                                                                    | s, strings, 2fl, 2hr                                                                    |
| K 369   | K 369      | 1781                | Recitativo e Aria per soprano Misera, dove son! — Ah! non son'io che parlo | Mi♭ M                                                                                   | s, strings, 2fl, 2hr                                                                    |
| K 370   | K 368b     | 1781                | Quartetto per oboe e archi | Fa M                                                                                    | ob, vl, vla, vc                                                                         |
|         | K 370b     | 1781                | Concerto per corno e orchestra (frammento) | Mi♭ M                                                                                   |                                                                                         |
| K 371   | K 371      | 1781                | Rondò per corno e orchestra (frammento) | Mi♭ M                                                                                   |                                                                                         |
| K 372   | K 372      | 1781                | Allegro per pianoforte e violino (frammento) | Si♭ M                                                                                   | pf, vl                                                                                  |
| K 373   | K 373      | 1781                | Rondò per violino e orchestra | Do M                                                                                    | vl, strings, 2ob, 2hr                                                                   |
| K 374   | K 374      | 1781                | Recitativo e Aria per soprano A questo seno deh vieni — Or che il ciel a me ti rende | Mi♭ M                                                                                   | s, strings, 2ob, 2hr                                                                    |
| K 375   | K 375      | 1781                | Serenata n. 11, per fiati | Mi♭ M                                                                                   | 2cl, 2fg, 2hr;2ob aggiunti nella seconda versione (1782)                                |
|         | K 375b     | 1782                | Sonata per due pianoforti (frammento) | Si♭ M                                                                                   | 2pf                                                                                     |
|         | K 375c     | 1782                | Sonata per due pianoforti (frammento) | Si♭ M                                                                                   | 2pf                                                                                     |
|         | K 375d     | 1782                | Fuga per due pianoforti (frammento) | Sol M                                                                                   | 2pf                                                                                     |
|         | K 375g     | 1782                | Fuga per pianoforte (frammento) | Sol M                                                                                   | pf                                                                                      |
|         | K 375h     | 1782                | Fuga per pianoforte (frammento) | Fa M                                                                                    | pf                                                                                      |
| K 376   | K 374d     | 1781                | Sonata per pianoforte e violino | Fa M                                                                                    | pf, vl                                                                                  |
| K 377   | K 374e     | 1781                | Sonata per pianoforte e violino | Fa M                                                                                    | pf, vl                                                                                  |
| K 378   | K 317d     | 1779                | Sonata per pianoforte e violino | Si♭ M                                                                                   | pf, vl                                                                                  |
| K 379   | K 373a     | 1781                | Sonata per pianoforte e violino | Sol M                                                                                   | pf, vl                                                                                  |
| K 380   | K 374f     | 1781                | Sonata per pianoforte e violino | Mi♭ M                                                                                   | pf, vl                                                                                  |
| K 381   | K 123a     | 1772                | Sonata per pianoforte a quattro mani | Re M                                                                                    | pf                                                                                      |
| K 382   | K 382      | 1782                | Rondò per pianoforte e orchestra | Re M                                                                                    | pf, strings, fl, 2ob, 2hr, 2tr, timp                                                    |
| K 383   | K 383      | 1782                | Aria per soprano Nehmt meinen Dank | Sol M                                                                                   | s, strings, fl, ob, fg                                                                  |
|         | K 383b     | 1782 (o 1787-9?)    | Fuga per pianoforte (frammento) | Fa M                                                                                    | pf                                                                                      |
|         | K 383c     | 1782 (o 1783?)      | Tema con variazioni per organo o pianoforte (frammento) | Do M                                                                                    | org(pf?)                                                                                |
|         | K 383d     | 1782 (o 1783?)      | Fuga per pianoforte (frammento) | Do m                                                                                    | pf                                                                                      |
|         | K 383g     | 1782                | Sinfonia per orchestra (frammento, perduta) | Mi♭ M (Re M?)                                                                           | strings, fl, 2ob, fg, 2hr                                                               |
|         | K 383i     | 1782                | Tempo di Sinfonia (frammento, probabilmente per una Ouverture) | Do M                                                                                    | strings, fl, 2ob, fg, 2hr                                                               |
| K 384   | K 384      | 1781-2              | Die Entführung aus dem Serail, Singspiel in tre atti su testo di Johann Gottlieb Stephanie |                                                                                         | s, t, bs, choir, strings, ott, 2cl, 2ob, 2hr, 2crbass, 2fg, 2tr, triang, pts, gc, timp  |
|         | K 384b     | 1782                | Marcia, per otto fiati (frammento, probabilmente nato come brano sostitutivo del 2º minuetto della Serenata K 375) | Si♭ M                                                                                   | 2ob, 2cl, 2fg, 2hr                                                                      |
|         | K 384c     | 1782 (o 1781-3?)    | Allegro, per otto fiati (frammento, probabilmente nato come primo movimento di un divertimento mai compiuto) | Si♭ M                                                                                   | 2ob, 2cl, 2fg, 2hr                                                                      |
| K 385   | K 385      | 1782                | Sinfonia n. 35 Haffner | Re M                                                                                    | strings, 2fl, 2ob, 2cl, 2hr, 2fg, 2tr, timp                                             |
|         | K 385h     | 1782                | Adagio per pianoforte od organo (frammento) | Re m                                                                                    | pf(org)                                                                                 |
|         | K 385n     | 1782?               | Fuga (a 4 voci?) Credo (frammento) | La M                                                                                    |                                                                                         |
|         | K 385o     | 1782                | Allegro per pianoforte e orchestra (abbozzo per il Concerto K 414) | La M?                                                                                   |                                                                                         |
| K 386   | K 386      | 1782                | Rondò per pianoforte e orchestra | La M                                                                                    | pf, strings, 2ob, 2hr                                                                   |
|         | K 386d     | 1782                | Lied Bardengesang auf Gibraltar (frammento) | Re M                                                                                    | s, pf                                                                                   |
| K 387   | K 387      | 1782                | Quartetto per archi n. 14 Frühlings-Quartett | Sol M                                                                                   | 2vl, vla, vc                                                                            |
| K 388   | K 384a     | 1782                | Serenata n. 12 Nachtmusik | Do m                                                                                    | 2ob, 2cl, 2hr, 2fg                                                                      |
| K 389   | K 384A     | 1782                | Duetto per tenori Welch ängstlisches Beben (frammento) | Mi♭ M                                                                                   | 2t, strings, fl, ob, 2hr, fg                                                            |
| K 390   | K 340c     | 1780                | Lied Ich würd' auf meinem Pfad | Re m                                                                                    | v, pf                                                                                   |
| K 391   | K 340b     | 1780                | Lied Sei du mein Trost | Si♭ M                                                                                   | v, pf                                                                                   |
| K 392   | K 340a     | 1780                | Lied Verdankt sei es dem Glanz der Großen | Fa M                                                                                    | v, pf                                                                                   |
| K 393   | K 385b     | 1782                | Cinque solfeggi per soprano | Do M - Fa M - Do M - Do M - Si♭ M                                                       | s                                                                                       |
| K 394   | K 383a     | 1782                | Preludio (Fantasia) e Fuga per pianoforte | Do M                                                                                    | pf                                                                                      |
| K 395   | K 300g     | 1778 (o 1777?)      | Capriccio (o Piccola Fantasia) per pianoforte | Do M                                                                                    | pf                                                                                      |
| K 396   | K 385f     | 1782                | Adagio per pianoforte e violino (frammento, completato da Maximilian Stadler e trasformato in una Fantasia per pianoforte solo)                                                                                                | Do m                                                                                    | pf, vl                                                                                  |
| K 397   | K 385g     | 1782                | Fantasia | Re m                                                                                    | pf                                                                                      |
| K 398   | K 416e     | 1783                | Sei Variazioni per pianoforte sull'aria Salve tu, Domine | Fa M                                                                                    | pf                                                                                      |
| K 399   | K 385i     | 1782                | Suite (Partita) per pianoforte (frammento) | Do M                                                                                    | pf                                                                                      |
| K 400   | K 372a     | 1781 (o 1782-3?)    | Allegro per pianoforte (frammento, completato da Maximilian Stadler) | Si♭ M                                                                                   | pf                                                                                      |
| K 401   | K 375e     | 1782 (o 1773?)      | Fuga per pianoforte a quattro mani (frammento, completato da Maximilian Stadler) | Sol m                                                                                   | pf                                                                                      |
| K 402   | K 385e     | 1782                | Sonata per pianoforte e violino (frammento, completato da Maximilian Stadler) | La M                                                                                    | pf, vl                                                                                  |
| K 403   | K 385c     | 1782 (o 1784?)      | Sonata per pianoforte e violino (frammento, completato da Maximilian Stadler) | Do M                                                                                    | pf, vl                                                                                  |
| K 404   | K 385d     | 1782 (o 1780/85-6?) | Sonata per pianoforte e violino (frammento, completato da Maximilian Stadler; composta da due movimenti incompleti e, probabilmente, separati tra loro)                                                                        | Do M                                                                                    | pf, vl                                                                                  |
|         | K 404a     | 1782                | Sei preludi e fughe tratte da J. S. Bach e W. F. Bach, per trio d'archi (dubbia) | Re m - Sol m - Fa M - Fa M - Mi♭ M - Fa m                                               | vl, vla, vc                                                                             |
| K 405   | K 405      | 1782                | Cinque fughe tratte dal Clavicembalo ben temperato (Vol. II) di J. S. Bach, per quartetto d'archi | Do m - Mi♭ M - Mi maggiore - Re m - Re M                                                | 2vl, vla, vc                                                                            |
|         | K 405a     | 1782 (o 1790-1?)    | Fuga, per quartetto d'archi (frammento) | Do M                                                                                    | 2vl, vla, vc                                                                            |
| K 406   | K 516b     | 1787                | Quintetto d'archi (trascrizione della Serenata K 388) | Do m                                                                                    | 2vl, 2vla, vc                                                                           |
| K 407   | K 386c     | 1782                | Quintetto per corno e archi | Mi♭ M                                                                                   | hr, vl, 2vla, vc                                                                        |
| K 408/1 | K 383e     | 1782                | Marcia per orchestra, trascritta da Mozart anche per pf | Do M                                                                                    | strings, 2ob, 2hr, 2tr                                                                  |
| K 408/2 | K 385a     | 1782                | Marcia per orchestra | Re M                                                                                    | strings, 2ob, 2hr, 2fg, 2tr, timp                                                       |
| K 408/3 | K 383F     | 1782                | Marcia per orchestra | Do M                                                                                    | strings, 2fl, 2hr, 2fg, 2tr, timp                                                       |
| K 409   | K 383f     | 1782                | Minuetto e Trio (destinato alla Sinfonia K 338) | Do M                                                                                    | strings, 2fl, 2ob, 2hr, 2fg, 2tr, timp                                                  |
| K 410   | K 484d     | 1785                | Adagio per trio di fiati | Fa M                                                                                    | 2crbass, fg                                                                             |
| K 411   | K 484a     | 1785                | Adagio per quintetto di fiati | Si♭ M                                                                                   | 2cl, 3crbass                                                                            |
| K 412   | K 386b     | 1782                | Concerto per corno n. 1 | Re M                                                                                    | hr, strings, 2ob, 2fg                                                                   |
| K 413   | K 387a     | 1782-3              | Concerto per pianoforte n. 11 | Fa M                                                                                    | pf, strings, 2ob, 2hr, 2fg                                                              |
| K 414   | K 385p     | 1782                | Concerto per pianoforte n. 12 | La M                                                                                    | pf, strings, 2ob, 2hr                                                                   |
| K 415   | K 387b     | 1782-3              | Concerto per pianoforte n. 13 | Do M                                                                                    | pf, strings, 2ob, 2hr, 2fg, 2tr, timp                                                   |
| K 416   | K 416      | 1783                | Recitativo e Aria-Rondò per soprano Mia speranza adorata! — Ah non sai qual pena sia | Si♭ M                                                                                   | s, strings, 2ob, 2hr, 2fg                                                               |
|         | K 416a     | 1783                | Opera Tedesca per voci e orchestra (perduta, forse mai scritta) |                                                                                         |                                                                                         |
| K 417   | K 417      | 1783                | Concerto per corno n. 2 | Mi♭ M                                                                                   | strings, 2ob, 2hr                                                                       |
| K 418   | K 418      | 1783                | Aria per soprano Vorrei spiegarvi, oh Dio! | La M                                                                                    | s, strings, 2ob, 2hr, 2fg                                                               |
| K 419   | K 419      | 1783                | Aria per soprano No, che non sei capace | Do M                                                                                    | s, strings, 2ob, 2hr(2fg), 2tr, timp                                                    |
| K 420   | K 420      | 1783                | Aria per tenore Per pietà, non ricercate | Mi♭ M                                                                                   | t, strings, 2cl, 2hr, 2fg                                                               |
| K 421   | K 417b     | 1783                | Quartetto per archi n. 15 | Re m                                                                                    | 2vl, vla, vc                                                                            |
| K 422   | K 422      | 1783                | L'oca del Cairo, Dramma giocoso in due atti su testo di Giambattista Varesco (incompleto) |                                                                                         | s, t, bs, choir, strings, 2ob, 2hr, 2fg, 2tr                                            |
|         | K 422a     | 1783                | Kyrie per voci e orchestra (frammento) | Re M                                                                                    | s, a, t, bs, strings, 2ob, fg, b, org                                                   |
| K 423   | K 423      | 1783                | Duo per violino e viola | Sol M                                                                                   | vl, vla                                                                                 |
| K 424   | K 424      | 1783                | Duo per violino e viola | Si♭ M                                                                                   | vl, vla                                                                                 |
| K 425   | K 425      | 1783                | Sinfonia n. 36 Linzer | Do M                                                                                    | strings, 2ob, 2hr, 2fg, 2tr, timp                                                       |
| K 426   | K 426      | 1783                | Fuga per 2 pianoforti | Do m                                                                                    | 2pf                                                                                     |
|         | K 426a     | 1783                | Allegro-Preludio per 2 pianoforti | Do m                                                                                    | 2pf                                                                                     |
| K 427   | K 417a     | 1782/3              | Missa solemnis (incompleta) | Do m                                                                                    | s, s(a), t, bs, choir, strings, fl, 2ob, 2hr, 2fg, 2tr, 2trb, timp, org                 |
| K 428   | K 428      | 1783                | Quartetto per archi n. 16 | Mi♭ M                                                                                   | 2vl, vla, vc                                                                            |
| K 429   | K 429      | 1785                | Cantata Dir, Seele des Weltalls, o Sonne (frammento) |                                                                                         | t, male choir, strings, fl, 2ob, cl, 2hr, fg, org                                       |
| K 430   | K 424a     | 1783                | Lo sposo deluso, ossia la rivalità di tre donne per un solo amante, Opera buffa in due atti su testo di Lorenzo da Ponte (incompleta)                                                                                          |                                                                                         | s, t, bs, strings, 2fl, 2cl, 2ob, 2hr, 2fg, 2tr, timp                                   |
| K 431   | K 425b     | 1783                | Recitativo e Aria per tenore Misero! O sogno! — Aura, che intorno spiri | Mi♭ M                                                                                   | t, strings, 2fl, 2hr, 2fg                                                               |
| K 432   | K 432      | 1783                | Recitativo e Aria per basso Così dunque tradisci — Aspri rimorsi atroci | Fa m                                                                                    | bs, strings, 2fl, 2ob, 2hr, 2fg                                                         |
| K 433   | K 433      | 1783                | Aria per basso Männer suchen stets zzu naschen (abbozzo) | Fa M                                                                                    | bs, strings, 2ob, 2hr                                                                   |
| K 434   | K 434      | 1783                | Terzetto per voci Del gran regno delle Amazzoni (frammento) | Si♭ M                                                                                   | t, 2bs, strings, 2ob, 2cl, 2hr, 2fg                                                     |
| K 435   | K 435      | 1783                | Aria per tenore Müßt ich auch durch tausend Drachen (abbozzo) | Re M                                                                                    | t, strings, fl, ob, cl, 2hr, 2fg, 2tr, timp                                             |
| K 436   | K 436      | 1783                | Notturno per tre voci Ecco quel fiero istante | Fa M                                                                                    | 2s, bs, 3crbass                                                                         |
| K 437   | K 437      | 1783                | Notturno per tre voci Mi lagnerò tacendo | Sol M                                                                                   | 2s, bs, 2cl, crbass                                                                     |
| K 438   | K 438      | 1783                | Notturno per tre voci Se lontan ben mio, tu sei (frammento) | Mi♭ M                                                                                   | 2s, bs, 2cl, crbass                                                                     |
| K 439   | K 439      | 1783                | Notturno per due soprani e basso Due pupille amabili | Fa M                                                                                    | 2s, bs, 3crbass                                                                         |
|         | K 439b     | 1783                | Cinque divertimenti per fiati | Si♭ M                                                                                   | 3crbass(2cl)(2crbass, fg)                                                               |
| K 440   | K 383h     | 1782                | Aria per soprano In te spero, o sposo amato (frammento) | Do M                                                                                    | s, b                                                                                    |
| K 441   | K 441      | 1783                | Terzetto per voci Das Bandel | Sol M                                                                                   | s, t, bs, strings                                                                       |
|         | K 441a     | 1783                | Lied per basso e pianoforte Ja! grüss dich Gott (frammento) | Re M?                                                                                   | bs, pf                                                                                  |
|         | K 441d     | 1783                | Canone per voci Vom Pimberl und vom Stanzerl (frammento) |                                                                                         |                                                                                         |
| K 442   | K 442      | 1783                | Trio per pianoforte, violino e violoncello (frammento) | Re m                                                                                    | pf, vl, vc                                                                              |
| K 443   | K 404b     | 1782                | Fuga-Sonata per trio d'archi (frammento, completato da Maximilian Stadler) | Sol M                                                                                   |                                                                                         |
| K 444   | K 425a     | 1783                | Introduzione per una sinfonia (n. 37) di Michael Haydn | Sol M                                                                                   | strings, 2fl, 2ob, 2hr                                                                  |
| K 445   | K 320c     | 1779                | Marcia per orchestra (di apertura e chiusura del Divertimento K 334) | Re M                                                                                    | strings, 2hr                                                                            |
| K 446   | K 416d     | 1783                | Musica per pantomima (frammento) | Re M                                                                                    | 2vl, vla, b                                                                             |
| K 447   | K 447      | 1783                | Concerto per corno n. 3 | Mi♭ M                                                                                   | hr, strings, 2cl, 2fg                                                                   |
| K 448   | K 375a     | 1781                | Sonata per due pianoforti | Re M                                                                                    | 2pf                                                                                     |
| K 449   | K 449      | 1784                | Concerto per pianoforte n. 14 | Mi♭ M                                                                                   | pf, 2ob, 2hr                                                                            |
| K 450   | K 450      | 1784                | Concerto per pianoforte n. 15 | Si♭ M                                                                                   | pf, strings, fl, 2ob, 2hr, 2fg                                                          |
| K 451   | K 451      | 1784                | Concerto per pianoforte n. 16 | Re M                                                                                    | pf, strings, fl, 2ob, 2hr, 2fg, 2tr, timp                                               |
| K 452   | K 452      | 1784                | Quintetto per pianoforte e fiati | Mi♭ M                                                                                   | pf, ob, cl, hr, fg                                                                      |
|         | K 452a     | 1784                | Quintetto per pianoforte e fiati (frammento) | Si♭ M                                                                                   | pf, ob, cl, crbass, fg                                                                  |
|         | K 452b     | 1784-86?            | Allegro per un Concerto per pianoforte (frammento) | Re M                                                                                    | pf, 2vl, b                                                                              |
|         | K 452c     | 1784                | Andante per un Concerto per pianoforte (tentativo di movimento lento per il concerto K 453, frammento) | Do M                                                                                    |                                                                                         |
| K 453   | K 453      | 1784                | Concerto per pianoforte n. 17 | Sol M                                                                                   | pf, strings, fl, 2ob, 2hr, 2fg                                                          |
|         | K 453a     | 1784                | Marcia ("Piccola marcia funebre del Signor Maestro Contrappunto") | Do m                                                                                    | pf                                                                                      |
|         | K 453b     | 1784                | Venti esercizi per pianoforte | Varie                                                                                   | pf                                                                                      |
| K 454   | K 454      | 1784                | Sonata per pianoforte e violino n. 32 | Si♭ M                                                                                   | pf, vl                                                                                  |
| K 455   | K 455      | 1784                | Dieci Variazioni per pianoforte sull'aria Unser dummer Pöbel | Sol M                                                                                   | pf                                                                                      |
| K 456   | K 456      | 1784                | Concerto per pianoforte n. 18 | Si♭ M                                                                                   | pf, strings, fl, 2ob, 2hr, 2fg                                                          |
| K 457   | K 457      | 1784                | Sonata per pianoforte n. 14 | Do m                                                                                    | pf                                                                                      |
| K 458   | K 458      | 1784                | Quartetto per archi n. 17 Jagd | Si♭ M                                                                                   | 2vl, vla, vc                                                                            |
|         | K 458a     | 1784                | Minuetto per quartetto d'archi (frammento) | Si♭ M                                                                                   | 2vl, vla, vc                                                                            |
|         | K 458b     | 1784                | Rondò per quartetto d'archi (frammento) | Si♭ M                                                                                   | 2vl, vla, vc                                                                            |
|         | K 458c     | 1784                | Finale per quartetto d'archi (abbozzo) | Si♭ M                                                                                   | 2vl, vla, vc                                                                            |
|         | K 458d     | 1784                | Minuetto per quartetto d'archi (abbozzo) | Si♭ M                                                                                   | 2vl, vla, vc                                                                            |
| K 459   | K 459      | 1784                | Concerto per pianoforte n. 19 | Fa M                                                                                    | pf, strings, fl, 2ob, 2hr, 2fg                                                          |
|         | K 459a     | 1784                | Tempo di concerto per pianoforte e orchestra (frammento; tentativo di movimento lento per il Concerto K 453) | Do M                                                                                    | pf, strings, fl, 2ob, 2hr, 2fg                                                          |
| K 460   | K 454a     | 1784                | Otto Variazioni per pianoforte sull'aria Come un agnello | La M                                                                                    | pf                                                                                      |
| K 461   | K 448a     | 1784                | Sei minuetti per orchestra | Do M - Mi♭ M - Sol M - Si♭ M - Fa M - Re M                                              | strings, 2ob(2fl), 2hr, 2fg                                                             |
| K 462   | K 448b     | 1784                | Sei contraddanze per orchestra | Do M - Mi♭ M - Si♭ M - Re M - Si♭ M - Fa M                                              | strings, 2ob, 2hr, 2fg                                                                  |
| K 463   | K 448c     | 1784                | Due minuetti con contraddanze, per orchestra | Fa M - Si♭ M                                                                            | strings, 2ob, 2hr, 2fg                                                                  |
| K 464   | K 464      | 1785                | Quartetto per archi n. 18 | La M                                                                                    | 2vl, vla, vc                                                                            |
| K 465   | K 465      | 1785                | Quartetto per archi n. 19 Dissonanzen | Do M                                                                                    | 2vl, vla, vc                                                                            |
| K 466   | K 466      | 1785                | Concerto per pianoforte n. 20 | Re m                                                                                    | pf, strings, fl, 2ob, 2hr, 2fg, 2tr, timp                                               |
| K 467   | K 467      | 1785                | Concerto per pianoforte n. 21 | Do M                                                                                    | pf, fl, 2ob, 2hr, 2fg, 2tr, timp                                                        |
| K 468   | K 468      | 1785                | Lied Gesellenreise | Si♭ M                                                                                   | v, pf(org)                                                                              |
| K 469   | K 469      | 1785                | Oratorio Davidde penitente |                                                                                         | 2s, t, choir, strings, 2fl, 2ob, 2cl, 2hr, 2fg, 2tr, timp                               |
| K 470   | K 470      | 1785                | Andante per violino e orchestra (perduto) | La M                                                                                    | vl, strings, 2ob, 2hr                                                                   |
|         | K 470a     | 1785                | Parti delle trombe e dei timpani per il concerto per violino in Mi m di Giovanni Battista Viotti | Mi m                                                                                    | 2tr, timp                                                                               |
| K 471   | K 471      | 1785                | Cantata Die Maurerfreude | Mi♭ M                                                                                   | t, male choir, strings, 2ob, cl, 2hr                                                    |
| K 472   | K 472      | 1785                | Lied Der Zauberer | Sol m                                                                                   | v, pf                                                                                   |
| K 473   | K 473      | 1785                | Lied Die Zufriedenheit | Si♭ M                                                                                   | v, pf                                                                                   |
| K 474   | K 474      | 1785                | Lied Die betrogene Welt | Sol M                                                                                   | v, pf                                                                                   |
| K 475   | K 475      | 1785                | Fantasia | Do m                                                                                    | pf                                                                                      |
|         | K 475a     |                     | Lied Einsam bin ich (frammento) | Re m                                                                                    | s, pf                                                                                   |
| K 476   | K 476      | 1785                | Lied Das Veilchen | Sol M                                                                                   | s, pf                                                                                   |
| K 477   | K 479a     | 1785                | Marcia funebre massonica | Do m                                                                                    | strings, 2ob, cl, crbass, 2hr, cfag                                                     |
|         | K 477a     |                     | Lied-Cantata Per la recuperata salute di Ophelia (perduto) |                                                                                         | s, pf                                                                                   |
| K 478   | K 478      | 1785                | Quartetto per pianoforte e archi | Sol m                                                                                   | pf, vl, vla, vc                                                                         |
| K 479   | K 479      | 1785                | Quartetto per voci Dite almeno in che mancai | Mi♭ M                                                                                   | s, t, 2bs, strings, 2ob, 2cl, 2hr, 2fg                                                  |
| K 480   | K 480      | 1785                | Terzetto per voci Mandina amabile | La M                                                                                    | s, t, bs, strings, 2fl, 2ob, 2cl, 2hr, 2fg                                              |
| K 481   | K 481      | 1785                | Sonata per pianoforte e violino | Mi♭ M                                                                                   | pf, vl                                                                                  |
| K 482   | K 482      | 1785                | Concerto per pianoforte n. 22 | Mi♭ M                                                                                   | pf, strings, fl, 2cl, 2hr, 2fg, 2tr, timp                                               |
| K 483   | K 483      | 1785                | Lied Zerfließet heut', geliebte Brüder | Si♭ M                                                                                   | v, choir, org                                                                           |
|         | K 483a     |                     | Coro massonico Vollbracht ist die Arbeit der Meister (perduto) |                                                                                         |                                                                                         |
|         | K 483b     |                     | Coro massonico Des Todes Werk (perduto) |                                                                                         |                                                                                         |
| K 484   | K 484      | 1786                | Lied Logenlied | Sol M                                                                                   | v, choir, org                                                                           |
|         | K 484b     | 1785?               | Allegro per clarinetti e corni di bassetto (frammento) | Si♭ M                                                                                   | 2cl, 3crbass                                                                            |
|         | K 484c     | 1785?               | Adagio per clarinetto e corni di bassetto (frammento) | Fa M                                                                                    | cl, 3crbass                                                                             |
| K 485   | K 485      | 1786                | Rondò per pianoforte | Re M                                                                                    | pf                                                                                      |
| K 486   | K 486      | 1786                | Der Schauspieldirektor, Singspiel in un atto su testo di Johann Gottlieb Stephanie |                                                                                         | s, t(bs), strings, 2fl, 2cl, 2ob, 2hr, 2fg, 2tr, timp                                   |
| K 487   | K 496a     | 1786                | Dodici duetti per corni | Do M                                                                                    | 2hr                                                                                     |
| K 488   | K 488      | 1786                | Concerto per pianoforte n. 23 | La M                                                                                    | pf, strings, fl, 2cl, 2hr, 2fg                                                          |
|         | K 488a     | 1786                | Andante per pianoforte e orchestra (frammento) | Re M                                                                                    | pf, strings, fl, 2cl, 2hr, 2fg                                                          |
|         | K 488b     | 1786                | Rondò per pianoforte e orchestra (frammento) | La M                                                                                    | pf, strings, fl, 2cl, 2hr, 2fg                                                          |
|         | K 488c     | 1786                | Rondò per pianoforte e orchestra (frammento) | La M                                                                                    | pf, strings, fl, 2cl, 2hr, 2fg                                                          |
|         | K 488d     | 1786                | Rondò per pianoforte e orchestra (frammento) | La M                                                                                    | pf, strings                                                                             |
| K 489   | K 489      | 1786                | Duetto per soprano e tenore Spiegarti, non poss'io | La M                                                                                    | s, t, strings, 2ob, 2hr, 2fg                                                            |
| K 490   | K 490      | 1786                | Recitativo e Aria per soprano Non più, tutto ascoltai - Non temer, amato bene | Si♭ M                                                                                   | t(s), strings, 2cl, 2hr, 2fg                                                            |
| K 491   | K 491      | 1786                | Concerto per pianoforte n. 24 | Do m                                                                                    | pf, strings, fl, 2ob, 2cl, 2hr, 2fg, 2tr, timp                                          |
|         | K 491a     | 1786                | Rondò per pianoforte e orchestra (frammento) | Mi♭ M                                                                                   | pf, strings, fl, 2ob, 2cl, 2hr, 2fg                                                     |
| K 492   | K 492      | 1785-86             | Le nozze di Figaro, Opera buffa in quattro atti su testo di Lorenzo da Ponte |                                                                                         | s, t, br, bs, choir, strings, 2fl, 2cl, 2ob, 2hr, 2fg, 2tr, timp                        |
| K 493   | K 493      | 1786                | Quartetto per pianoforte e archi | Mi♭ M                                                                                   | pf, vl, vla, vc                                                                         |
| K 494   | K 494      | 1786                | Rondò per pianoforte (unito a K 533, costituisce il movimento conclusivo della Sonata per pianoforte n. 15) | Fa M                                                                                    | pf                                                                                      |
|         | K 494a     | 1786                | Allegro per corno e orchestra (frammento) | Mi M                                                                                    | hr, strings, 2ob, 2hr                                                                   |
| K 495   | K 495      | 1786                | Concerto per corno n. 4 | Mi♭ M                                                                                   | hr, strings, 2ob, 2hr                                                                   |
| K 496   | K 496      | 1786                | Trio per pianoforte, violino e violoncello | Sol M                                                                                   | pf, vl, vc                                                                              |
| K 497   | K 497      | 1786                | Sonata per pianoforte a quattro mani | Fa M                                                                                    | pf                                                                                      |
| K 498   | K 498      | 1786                | Trio per pianoforte, clarinetto e viola Kegelstatt-Trio | Mi♭ M                                                                                   | pf, cl, vla                                                                             |
| K 499   | K 499      | 1786                | Quartetto per archi n. 20 Hoffmeister | Re M                                                                                    | 2vl, vla, vc                                                                            |
| K 500   | K 500      | 1786                | Dodici Variazioni per pianoforte | Si♭ M                                                                                   | pf                                                                                      |
|         | K 500a     | 1786                | Variazioni e coda per pianoforte a quattro mani (frammento; potrebbe essere collegato a K 357, formando una sonata completa)                                                                                                   | Sol M                                                                                   | pf                                                                                      |
| K 501   | K 501      | 1786                | Andante e cinque Variazioni per pianoforte a quattro mani | Sol M                                                                                   | pf                                                                                      |
| K 502   | K 502      | 1786                | Trio per pianoforte, violino e violoncello | Si♭ M                                                                                   | pf, vl, vc                                                                              |
| K 503   | K 503      | 1786                | Concerto per pianoforte n. 25 | Do M                                                                                    | pf, strings, fl, 2ob, 2hr, 2fg, 2tr, timp                                               |
| K 504   | K 504      | 1786                | Sinfonia n. 38 Prager | Re M                                                                                    | strings, 2fl, 2ob, 2hr, 2fg, 2tr, timp                                                  |
| K 505   | K 505      | 1786                | Recitativo e Rondò per soprano Ch'io mi scordi di te? - Non temer, amato bene | Mi♭ M                                                                                   | s, pf, strings, 2cl, 2hr, 2fg                                                           |
| K 506   | K 506      | 1785                | Lied Lied der Freiheit | Fa M                                                                                    | v, pf                                                                                   |
|         | K 506a     | 1785-6              | Quaderno di esercizi (frammento) |                                                                                         | vari                                                                                    |
| K 507   | K 507      | 1786                | Canone Heiterkeit und leichtes Blut | Fa M                                                                                    | 2s, t                                                                                   |
| K 508   | K 508      | 1786                | Canone Auf das Wohl aller Freunde | Fa M                                                                                    | 2s, t                                                                                   |
| K 509   | K 509      | 1787                | Sei danze tedesche per orchestra | Re M - Sol M - Mi♭ M - Fa M - La M - Do M                                               | strings, 2fl, ott, 2ob, cl, 2hr, 2fg, 2tr, timp                                         |
|         | K 509a     |                     | Canone Lieber Freistädtler |                                                                                         |                                                                                         |
|         | K 509b     |                     | Farsa Der Salzburger Lump in Wien (abbozzo) |                                                                                         |                                                                                         |
|         | K 509c     |                     | Farsa Die Liebesprobe (abbozzo) |                                                                                         |                                                                                         |
| K 510   | K 510      | 1787                | Nove contraddanze e quadriglie per orchestra (dubbie) | Re M - Re M - Re M - Si♭ M - Re M - Re M - Fa M - Si♭ M - Do M                          | strings, ott, 2ob(2fl), 2cl, 2hr, 2tr, timp, pts, gc                                    |
| K 511   | K 511      | 1787                | Rondò | La m                                                                                    | pf                                                                                      |
| K 512   | K 512      | 1787                | Recitativo e Aria per basso Alcandro, lo confesso – Non so d'onde viene | Fa M                                                                                    | bs, strings, fl, 2ob, 2hr, 2fg                                                          |
| K 513   | K 513      | 1787                | Aria per basso Mentre ti lascio, oh figlia | Mi♭ M                                                                                   | bs, strings, fl, 2cl, 2hr, 2fg                                                          |
| K 514   | K 386b     | 1782/7              | Rondò per corno e orchestra (spesso collegato al concerto per corno K 412; rielaborato nel 1787) | Re M                                                                                    | strings, 2ob, 2fg                                                                       |
|         | K 514a     | 1787                | Quintetto per archi (frammento) | Si♭ M                                                                                   | 2vl, 2vla, vc                                                                           |
| K 515   | K 515      | 1787                | Quintetto per archi | Do M                                                                                    | 2vl, 2vla, vc                                                                           |
|         | K 515a     | 1787                | Andante per archi (frammento) | Fa M                                                                                    | 2vl, 2vla, vc                                                                           |
|         | K 515c     | 1787                | Quintetto per archi (frammento) | La m                                                                                    | 2vl, 2vla, vc                                                                           |
| K 516   | K 516      | 1787                | Quintetto per archi | Sol m                                                                                   | 2vl, 2vla, vc                                                                           |
|         | K 516a     | 1787                | Rondò per quintetto d'archi (frammento) | Sol m                                                                                   | 2vl, 2vla, vc                                                                           |
|         | K 516c     | 1787                | Allegro per un quintetto per clarinetto e archi (frammento) | Si♭ M                                                                                   | cl, 2vl, vla, vc                                                                        |
|         | K 516d     | 1787                | Andante Rondò per un quintetto per clarinetto e archi (frammento) | Mi♭ M                                                                                   | cl, 2vl, vla, vc                                                                        |
|         | K 516e     | 1787                | Rondò per un quintetto per clarinetto e archi (frammento) | Mi♭ M                                                                                   | cl, 2vl, vla, vc                                                                        |
|         | K 516f     |                     | Istruzione per comporre Walzer oppure Schleifer col mezzo di due Dadi senza aver la minima notizia di Musica ovvero della composizione. Composizione meccanica (Musikalisches Würfelspiel) per uno o più strumenti (frammento) | Do M                                                                                    | pf?                                                                                     |
| K 517   | K 517      | 1787                | Lied Die Alte | Mi m                                                                                    | s, pf                                                                                   |
| K 518   | K 518      | 1787                | Lied Die verschweigung | Fa M                                                                                    | s, pf                                                                                   |
| K 519   | K 519      | 1787                | Lied Das Lied der Trennung | Fa m                                                                                    | s, pf                                                                                   |
| K 520   | K 520      | 1787                | Lied Als Luise die Briefe ihres ungetreuen Liebhabers verbrannte | Do m                                                                                    | s, pf                                                                                   |
| K 521   | K 521      | 1787                | Sonata per pianoforte a quattro mani | Do M                                                                                    | pf                                                                                      |
|         | K 522a     | 1787                | Rondò per orchestra (frammento) | Fa M                                                                                    | strings, b, 2hr                                                                         |
| K 522   | K 522      | 1787                | Divertimento Uno scherzo musicale (Ein musikalischer Spaß o Dorfmusikanten-Sextett) | Fa M                                                                                    | 2vl, vla, b, 2hr                                                                        |
| K 523   | K 523      | 1787                | Lied Abendempfindung | Fa M                                                                                    | s, pf                                                                                   |
| K 524   | K 524      | 1787                | Lied An Chloe | Mi♭ M                                                                                   | s, pf                                                                                   |
| K 525   | K 525      | 1787                | Serenata per archi Eine kleine Nachtmusik | Sol M                                                                                   | 2vl, vla, vlc, cb                                                                       |
| K 526   | K 526      | 1787                | Tempo di Sonata per pianoforte e violino (frammento) | La M                                                                                    | pf, vl                                                                                  |
|         | K 526a     | 1787                | Sonata per pianoforte e violino | La M                                                                                    | pf, vl                                                                                  |
| K 527   | K 527      | 1787                | Il dissoluto punito ossia il Don Giovanni, Dramma giocoso in due atti su testo di Lorenzo da Ponte |                                                                                         | s, t, bs, choir, strings, 2fl, 2cl, 2ob, 2hr, 2fg, 2tr, 2trb, timp, mand                |
| K 528   | K 528      | 1787                | Recitativo e Aria per soprano Bella mia fiamma – Resta, oh cara | Do M                                                                                    | s, strings, fl, 2ob, 2hr, 2fg                                                           |
| K 529   | K 529      | 1787                | Lied Des kleinen Friedrichs Geburtstag | Fa M                                                                                    | s(t), pf                                                                                |
| K 530   | K 530      | 1787                | Lied Das Traumbild | Mi♭ M                                                                                   | s, pf                                                                                   |
| K 531   | K 531      | 1787                | Lied Die kleine Spinnerin | Do M                                                                                    | s, pf                                                                                   |
| K 532   | K 532      | 1787                | Terzetto per voci Grazie agl'inganni tuoi | Si♭ M                                                                                   | s, t, bs, fl, 2cl, 2hr, 2fg, b                                                          |
| K 533   | K 533      | 1788                | Allegro e Andante per pianoforte (uniti a K 494, costituiscono i primi due movimenti della Sonata per pianoforte n. 15) | Fa M - Si♭ M                                                                            | pf                                                                                      |
| K 534   | K 534      | 1788                | Contraddanza Das Donnerwetterper orchestra | Re M                                                                                    | strings, 2b, 2hr, ott, tambmil                                                          |
| K 535   | K 535      | 1788                | Contraddanza La Bataille per orchestra | Do M                                                                                    | strings, ott, 2cl, fg, 2tr, tambmil                                                     |
|         | K 535a     |                     | Tre contraddanze per orchestra (perdute) |                                                                                         |                                                                                         |
|         | K 535b     | 1790/91             | Contraddanza per orchestra (frammento) | Si♭ M                                                                                   | strings, fl, ob, fg, hr                                                                 |
| K 536   | K 536      | 1788                | Sei danze tedesche per orchestra | Do M - Sol M - Si♭ M - Re M - Fa M - Fa M                                               | strings, 2fl, ott, 2ob(2cl), 2hr, 2fg, 2tr, timp                                        |
| K 537   | K 537      | 1788                | Concerto per pianoforte n. 26 Krönungskonzert | Re M                                                                                    | pf, strings, fl, 2ob, 2hr, 2fg, 2tr, timp                                               |
|         | K 537a     | 1788                | Allegro per pianoforte (frammento) | Re M                                                                                    | pf                                                                                      |
|         | K 537b     | 1788                | Adagio per pianoforte (frammento) | Re m                                                                                    | pf                                                                                      |
| K 538   | K 538      | 1788                | Aria per soprano Ah se in ciel, benigne stelle | Fa M                                                                                    | s, strings, 2ob, 2hr, 2fg                                                               |
| K 539   | K 539      | 1788                | Aria per basso Ein deutsches Kriegslied | La M                                                                                    | bs, strings, fl(ott), 2ob, 2hr, 2fg, pts, gc                                            |
| K 540   | K 540      | 1788                | Adagio per pianoforte | Si m                                                                                    | pf                                                                                      |
|         | K 540a     | 1788                | Aria per tenore Dalla sua pace | Sol M                                                                                   | t, strings, 2fl, 2ob, 2hr, 2fg, 2tr                                                     |
|         | K 540b     | 1788                | Duetto per soprano e basso Per queste tue manine | Do M                                                                                    | s, bs, strings, 2fl, 2ob, 2hr, 2fg, 2tr                                                 |
|         | K 540c     | 1788                | Recitativo e Aria per soprano In quali eccessi, o Numi - Mi tradì quell'alma ingrata | Mi♭ M                                                                                   | s, strings, 2fl, 2ob, 2hr, 2fg, 2tr                                                     |
| K 541   | K 541      | 1788                | Arietta buffa per basso Un bacio di mano | Fa M                                                                                    |                                                                                         |
| K 542   | K 542      | 1788                | Trio per pianoforte, violino e violoncello | Mi M                                                                                    | pf, vl, vc                                                                              |
| K 543   | K 543      | 1788                | Sinfonia n. 39 | Mi♭ M                                                                                   | strings, fl, 2cl, 2hr, 2fg, 2tr, timp                                                   |
| K 544   | K 544      | 1788                | Piccola Marcia Ein kleiner Marsch (perduta) | Re M                                                                                    | strings, fl, hr,                                                                        |
| K 545   | K 545      | 1788                | Sonata per pianoforte n. 16 | Do M                                                                                    | pf                                                                                      |
| K 546   | K 546      | 1788                | Adagio e Fuga per archi | Do m                                                                                    | 2vl, vla, b                                                                             |
|         | K 546a     | 1788                | Allegro per pianoforte e violino (frammento) | Sol M                                                                                   | pf, vl                                                                                  |
| K 547   | K 547      | 1788                | Sonata per pianoforte e violino | Fa M                                                                                    | pf, vl                                                                                  |
| K 548   | K 548      | 1788                | Trio per pianoforte, violino e violoncello | Do M                                                                                    | pf, vl, vc                                                                              |
| K 549   | K 549      | 1788                | Notturno per voci Più non si trovano | Si♭ M                                                                                   | 2s, bs, 3crbass                                                                         |
| K 550   | K 550      | 1788                | Sinfonia n. 40 | Sol m                                                                                   | strings, fl, 2cl, 2ob, 2hr, 2fg                                                         |
| K 551   | K 551      | 1788                | Sinfonia n. 41 Jupiter | Do M                                                                                    | strings, fl, 2ob, 2hr, 2fg, 2tr, timp                                                   |
| K 552   | K 552      | 1788                | Lied Beim Auszug in das Feld | La M                                                                                    | s, pf                                                                                   |
| K 553   | K 553      | 1788                | Canone per voci Alleluja | Do M                                                                                    | 4s                                                                                      |
| K 554   | K 554      | 1788                | Canone per voci Ave Maria | Fa M                                                                                    | 4s                                                                                      |
| K 555   | K 555      | 1788                | Canone per voci Lacrimoso son io | La m                                                                                    | 3s, bs                                                                                  |
| K 556   | K 556      | 1788                | Canone per voci Grechtelt's enk, wir gehen im Prater | Sol M                                                                                   | 4s                                                                                      |
| K 557   | K 557      | 1788                | Canone per voci Nascoso è il mio sol | Fa m                                                                                    | 4v                                                                                      |
| K 558   | K 558      | 1788                | Canone per voci Prater Ausflug | Si♭ M                                                                                   | 4v                                                                                      |
| K 559   | K 559      | 1788                | Canone per voci Difficile lectu mihi Mars | Fa M                                                                                    | 3v                                                                                      |
|         | K 559a     | 1788                | Canone per voci O du eselhafter Peierl | Fa M                                                                                    | 4v                                                                                      |
| K 560   | K 560      | 1788                | Canone per voci O du eselhafter Martin | Fa M                                                                                    | 4v                                                                                      |
| K 561   | K 561      | 1788                | Canone per voci Bona nox, bist a rechta Ox | La M                                                                                    | 4v                                                                                      |
| K 562   | K 562      | 1788                | Canone per voci Caro, bell'idol mio | La M                                                                                    | 3v                                                                                      |
|         | K 562a     | 1788                | Canone senza parole per voci | Si♭ M                                                                                   | 4v                                                                                      |
|         | K 562b     | ?                   | Canone-studio per voci | Si♭ M                                                                                   | 4v                                                                                      |
|         | K 562c     | ?                   | Canone per archi (dubbio) | Do M                                                                                    | 2vl, vla, vc                                                                            |
|         | K 562d     | 1788                | Duo per soprani Darum so trinkt (perduto) | Sol M                                                                                   | 2s, b                                                                                   |
|         | K 562e     | 1788                | Trio per violino, viola e violoncello (frammento) | Sol M                                                                                   | vl, vla, vc                                                                             |
| K 563   | K 563      | 1788                | Divertimento per archi Gran Trio | Mi♭ M                                                                                   | vl, vla, vc                                                                             |
| K 564   | K 564      | 1788                | Trio per pianoforte, violino e violoncello | Sol M                                                                                   | pf, vl, vc                                                                              |
| K 565   | K 565      | 1788                | Due contraddanze per orchestra | Si♭ M - Re M                                                                            | strings, 2ob, 2hr, fg                                                                   |
|         | K 565a     | 1788                | Contraddanza per orchestra (frammento) | Re M                                                                                    | vl                                                                                      |
| K 566   | K 566      | 1788                | Strumentazione di Aci e Galatea di Georg Friedrich Händel |                                                                                         | strings, 2fl, 2cl, 2ob, 2hr, 2fg                                                        |
| K 567   | K 567      | 1788                | Sei danze tedesche per orchestra | Si♭ M - Mi♭ M - Sol M - Re M - La M - Do M                                              | strings, 2fl, ott, 2ob(2cl), 2hr, 2fg, 2tr, timp                                        |
| K 568   | K 568      | 1788                | Dodici minuetti per orchestra | Do M - Fa M - Si♭ M - Mi♭ M - Sol M - Re M - La M - Fa M - Si♭ M - Re M - Sol M - Do M  | strings, 2fl, ott, 2ob(2cl), 2hr, 2fg, 2tr, timp                                        |
| K 569   | K 569      | 1789                | Aria tedesca per soprano Ohne Zwang, aus eignem Triebe (perduta) | Fa M                                                                                    | strings, 2ob, 2hr, 2fg                                                                  |
|         | K 569a     | 1787-89             | Allegro per pianoforte (frammento) | Si♭ M                                                                                   | pf                                                                                      |
| K 570   | K 570      | 1789                | Sonata per pianoforte n. 17 | Si♭ M                                                                                   | pf                                                                                      |
| K 571   | K 571      | 1789                | Sei danze tedesche per orchestra | Re M - La M - Do M - Sol M - Si♭ M - Re M                                               | strings, 2fl, flno, 2hr, 2fg, 2tr, 2ob(2cl), timp, gc, pts, tamb                        |
|         | K 571a     | 1789                | Quartetto per voci Caro mio Druck und Schluck (frammento) | Mi♭ M                                                                                   | s, 2t, bs, pf                                                                           |
| K 572   | K 572      | 1789                | Strumentazione del Messiah di Georg Friedrich Händel |                                                                                         | strings, 2fl, 2cl, flno, 2ob, 2hr, 2fg, 2tr, 2trb, timp                                 |
|         | K 572a     | 1789                | Canone doppio a sei voci Lebet wohl, wir sehen uns wieder |                                                                                         | 3v+3v                                                                                   |
| K 573   | K 573      | 1789                | Nove Variazioni per pianoforte su un Minuetto di Jean-Pierre Duport | Re M                                                                                    | pf                                                                                      |
| K 574   | K 574      | 1789                | Piccola giga per pianoforte | Sol M                                                                                   | pf                                                                                      |
| K 575   | K 575      | 1789                | Quartetto per archi n. 21 Prussiano | Re M                                                                                    | 2vl, vla, vc                                                                            |
| K 576   | K 576      | 1789                | Sonata per pianoforte n. 18 | Re M                                                                                    | pf                                                                                      |
|         | K 576a     |                     | Minuetto per pianoforte (frammento) | Re M                                                                                    | pf                                                                                      |
| K 577   | K 577      | 1789                | Aria-Rondò per soprano Al desío di chi t'adora | Fa M                                                                                    | s, strings, 2hr, 2crbass, 2fg                                                           |
| K 578   | K 578      | 1789                | Aria per soprano Alma grande e nobil core | Si♭ M                                                                                   | s, strings, 2ob, 2hr, 2fg                                                               |
| K 579   | K 579      | 1789                | Arietta per soprano Un moto di gioia | Sol M                                                                                   | s, strings, fl, ob, 2hr, 2fg                                                            |
| K 580   | K 580      | 1789                | Aria per soprano Schon lacht der holde Frühling | Si♭ M                                                                                   | s, strings, 2cl, 2hr, 2fg                                                               |
|         | K 580a     | 1789                | Adagio per 4 fiati (frammento) | Do M                                                                                    | eh, 2hr, fg(cl, 3crbass)                                                                |
|         | K 580b     | 1789                | Allegro per Quintetto per clarinetto, corno di bassetto e archi (frammento) | Fa M                                                                                    | cl, crbass, vl, vla, vc                                                                 |
| K 581   | K 581      | 1789                | Quintetto per clarinetto e archi Stadler-Quintett | La M                                                                                    | cl, 2vl, vla, vc                                                                        |
|         | K 581a     | 1789                | Rondò per Quintetto per clarinetto e archi (frammento) | La M                                                                                    | cl, 2vl, vla, vc                                                                        |
| K 582   | K 582      | 1789                | Aria per soprano Chi sa, chi sa, qual sia | Do M                                                                                    | s, strings, 2cl, 2hr, 2fg                                                               |
| K 583   | K 583      | 1789                | Aria per soprano Vado, ma dove? Oh Dei! | Mi♭ M                                                                                   | s, strings, 2cl, 2hr, 2fg                                                               |
| K 584   | K 584      | 1789                | Aria per basso Rivolgete a lui lo sguardo | Re M                                                                                    | bs, strings, 2ob, 2fg, 2tr, timp                                                        |
| K 585   | K 585      | 1789                | Dodici minuetti per orchestra | Re M - Fa M - Si♭ M - Mi♭ M - Sol M - Do M - La M - Fa M - Si♭ M - Mi♭ M - Sol M - Re M | strings, 2fl, ott, 2ob, 2cl, 2hr, 2fg, 2tr, timp                                        |
| K 586   | K 586      | 1789                | Dodici danze tedesche per orchestra | Do M - Sol M - Si♭ M - Fa M - La M - Re M - Sol M - Mi♭ M - Si♭ M - Fa M - La M - Do M  | strings, 2fl, ott, 2ob, 2cl, 2hr, 2fg, 2tr, timp                                        |
| K 587   | K 587      | 1789                | Contraddanza per orchestra Der Sieg von Helden Coburg | Do M                                                                                    | strings, fl, ob, fg, tr                                                                 |
|         | K 587a     | 1789                | Movimento per un quartetto per archi (frammento) | Sol m                                                                                   | 2vl, vla, vc                                                                            |
| K 588   | K 588      | 1790                | Così fan tutte ossia La scuola degli amanti, Dramma giocoso in due atti su testo di Lorenzo da Ponte |                                                                                         | s, t, br, bs, choir, strings, 2fl, 2cl, 2ob, 2hr, 2fg, 2tr, timp                        |
| K 589   | K 589      | 1790                | Quartetto per archi n. 22 Prussiano | Si♭ M                                                                                   | 2vl, vla, vc                                                                            |
|         | K 589a     | 1790                | Rondò per quartetto d'archi (frammento) | Si♭ M                                                                                   | 2vl, vla, vc                                                                            |
|         | K 589b     | 1790                | Rondò per quartetto d'archi (frammento) | Fa M                                                                                    | 2vl, vla, vc                                                                            |
| K 590   | K 590      | 1790                | Quartetto per archi n. 23 Prussiano | Fa M                                                                                    | 2vl, vla, vc                                                                            |
|         | K 590a     | 1787-89             | Larghetto per pianoforte (frammento) | Fa M                                                                                    | pf                                                                                      |
|         | K 590b     | 1787-89             | Rondò per pianoforte (frammento) | Fa M                                                                                    | pf                                                                                      |
|         | K 590c     | 1787-89             | Rondò per pianoforte (frammento) | Fa M                                                                                    | pf                                                                                      |
| K 591   | K 591      | 1790                | Strumentazione di Alexander's Feast di Georg Friedrich Händel |                                                                                         | strings, 2fl, 2cl, 2ob, 2hr, 2fg, tr                                                    |
| K 592   | K 592      | 1790                | Strumentazione dell'Ode per il giorno di santa Cecilia di Georg Friedrich Händel |                                                                                         | strings, 2cl, fl, 2ob, 2fg, 2hr, 2tr, timp                                              |
|         | K 592b     | 1790                | Tempo di Quintetto (frammento) | Re M                                                                                    | 2vl, 2vla, vc                                                                           |
| K 593   | K 593      | 1790                | Quintetto per archi | Re M                                                                                    | 2vl, 2vla, vc                                                                           |
|         | K 593a     | 1790                | Adagio per organo meccanico (frammento) | Re m                                                                                    | org                                                                                     |
| K 594   | K 594      | 1790                | Fantasia per organo meccanico | Fa m - Fa M                                                                             | org                                                                                     |
| K 595   | K 595      | 1791                | Concerto per pianoforte n. 27 | Si♭ M                                                                                   | pf, strings, fl, 2ob, 2hr, 2fg                                                          |
| K 596   | K 596      | 1791                | Lied Sehnsucht nach dem Frühling | Fa M                                                                                    | s, pf                                                                                   |
| K 597   | K 597      | 1791                | Lied Im Frühlingsanfange | Mi♭ M                                                                                   | s, pf                                                                                   |
| K 598   | K 598      | 1791                | Lied Das Kinderspiel | La M                                                                                    | s, pf                                                                                   |
| K 599   | K 599      | 1791                | Sei minuetti per orchestra | Do M - Sol M - Mi♭ M - Si♭ M - Fa M - Re M                                              | strings, 2fl, ott, 2ob, 2cl, 2hr, 2fg, 2tr, timp                                        |
| K 600   | K 600      | 1791                | Sei danze tedesche per orchestra | Do M - Fa M - Si♭ M - Mi♭ M - Sol M - Re M                                              | strings, 2fl, ott, 2ob, 2cl, 2hr, 2fg, 2tr, timp                                        |
| K 601   | K 601      | 1791                | Quattro minuetti per orchestra | La M - Do M - Sol M - Re M                                                              | strings, 2fl, ott, 2ob, 2cl, 2hr, 2fg, 2tr, timp                                        |
| K 602   | K 602      | 1791                | Quattro danze tedesche per orchestra Der Werkerlmann | Si♭ M - Fa M - Do M - La M                                                              | strings, 2fl, ott, 2ob, 2cl, 2hr, 2fg, 2tr, timp, gh                                    |
| K 603   | K 603      | 1791                | Due contraddanze per orchestra | Re M - Si♭ M                                                                            | strings, ott, 2ob, 2hr, 2fg, 2tr, timp                                                  |
| K 604   | K 604      | 1791                | Due minuetti per orchestra | Si♭ M - Mi♭ M                                                                           | strings, 2fl, 2cl, 2fg, 2hr, 2tr, timp                                                  |
| K 605   | K 605      | 1791                | Tre danze tedesche per orchestra | Re M - Sol M - Do M                                                                     | strings, ott, 2fl, 2ob, 2fg, 2hr(2tr), 2cl, 2posthorn, timp, son                        |
| K 606   | K 606      | 1791                | Sei danze tedesche per trio d'archi (originariamente per orchestra) | Si♭ M                                                                                   | 2vl, b                                                                                  |
| K 607   | K 607      | 1791                | Contraddanza per orchestra | Mi♭ M                                                                                   | strings, fl, ob, 2hr, fg                                                                |
| K 608   | K 608      | 1791                | Fantasia per organo meccanico | Fa m                                                                                    | org                                                                                     |
| K 609   | K 609      | 1791                | Cinque contraddanze per orchestra | Do M - Mi♭ M - Re M - Do M - Sol M                                                      | strings, fl, tamb                                                                       |
| K 610   | K 610      | 1791                | Contraddanza per orchestra Les filles malicieuses | Sol M                                                                                   | strings, 2fl, 2hr                                                                       |
| K 611   | K 611      | 1791                | Danza tedesca per orchestra Die Leyerer | Do M                                                                                    | strings, 2fl, 2ob, 2fg, 2tr, timp, gh                                                   |
| K 612   | K 612      | 1791                | Aria per basso Per questa bella mano | Re M                                                                                    | bs, cb, strings, fl, 2ob, 2hr, 2fg                                                      |
| K 613   | K 613      | 1791                | Otto Variazioni per pianoforte su Ein Weib ist das herrlichste Ding | Fa M                                                                                    | pf                                                                                      |
|         | K 613a     | 1791                | Quintetto per archi (frammento, abbozzo del terzo movimento del Quintetto K 614) | Mi♭ M                                                                                   | 2vl, 2vla, vc                                                                           |
|         | K 613b     | 1791                | Quintetto per archi (frammento, abbozzo del terzo movimento del Quintetto K 614) | Mi♭ M                                                                                   | 2vl, 2vla, vc                                                                           |
| K 614   | K 614      | 1791                | Quintetto per archi | Mi♭ M                                                                                   | 2vl, 2vla, vc                                                                           |
|         | K 614a     | 1791                | Andante variato (trascrizione autografa di Mozart del secondo movimento del Quintetto K 614) | Si♭ M                                                                                   | pf                                                                                      |
| K 615   | K 615      | 1791                | Coro Viviamo felici in dolce contento(perduto) | Sol M                                                                                   | 4v, strings                                                                             |
|         | K 615a     | 1791                | Andante per organo meccanico (frammento) | Fa M                                                                                    | org                                                                                     |
| K 616   | K 616      | 1791                | Andante per organo meccanico | Fa M                                                                                    | org                                                                                     |
|         | K 616a     | 1791                | Fantasia per glassharmonica (frammento) | Do M                                                                                    | glarm, fl, ob, vla, vc                                                                  |
| K 617   | K 617      | 1791                | Adagio e rondò per glassarmonica | Do m - Do M                                                                             | glarm, fl, ob, vla, vc                                                                  |
| K 618   | K 618      | 1791                | Mottetto Ave verum Corpus | Re M                                                                                    | s, a, t, bs, strings, org                                                               |
| K 619   | K 619      | 1791                | Cantata massonica Eine kleine deutsche Kantate | Do M                                                                                    | s, pf                                                                                   |
| K 620   | K 620      | 1791                | Die Zauberflöte, Singspiel in due atti su libretto di Emanuel Schikaneder |                                                                                         | s, t, bs, choir, strings, 2fl, 2cl, ott, 2ob, 2hr, 2crbass, 2fg, 2tr, 3trb, timp, glock |
|         | K 620a     | 1791                | Ouverture per orchestra (frammento) | Mi♭ M                                                                                   | strings, 2fl, 2ob, 4cl, 2fg, 2hr, timp                                                  |
| K 621   | K 621      | 1791                | La clemenza di Tito, Opera seria in due atti su testo di Caterino Mazzolà |                                                                                         | s, t, bs, choir, strings, 2fl, 2ob, 2cl, 2hr, crbass, 2fg, 2tr, timp                    |
|         | K 621a     | 1791                | Aria per basso Io ti lascio, o cara, addio | Mi♭ M                                                                                   | bs, strings                                                                             |
| K 622   | K 622      | 1791                | Concerto per clarinetto | La M                                                                                    | cl, strings, 2fl, 2hr, 2fg                                                              |
| K 623   | K 623      | 1791                | Cantata massonica Eine kleine Freimaurer-Kantate | Do M                                                                                    | 2t, bs, strings, fl, 2ob, 2hr                                                           |
|         | K 623a     | 1791                | Cantata massonica Laßt uns mit geschlungenen Händen (frammento) | Do M                                                                                    | choir, strings, fl, 2ob, 2hr                                                            |
| K 624   | K 626a     | 1767-1791           | Sessantaquattro cadenze per pianoforte |                                                                                         | pf                                                                                      |
| K 625   | K 592a     | 1790                | Duetto per soprano e basso Nun, liebes Weibchen | Fa M                                                                                    | s, bs, strings, fl, 2ob, 2hr, 2fg                                                       |
| K 626   | K 626      | 1791                | Requiem (incompiuto) | Re m                                                                                    | s, a, t, bs, choir, strings, 2crbass, 2fg, 2tr, 2trb, timp, org                         |
|         | K 626b     |                     | Raccolta di quarantotto pezzi e frammenti di composizioni di datazione incerta |                                                                                         |                                                                                         |

### Supplementi
| N°                        | Anno | Opera | Tonalità    | Organico       | Ediz. cat. |
| ------------------------- | ---- | --- | ----------- | -------------- | ---------- |
| K Anh. 1                  |      | Otto pezzi per un Miserere di Ignaz Holzbauer, per coro e orchestra (perduti) (vedi K 297a) |             |                | 1          |
| K Anh. 2                  |      | Aria per voce e orchestra Misero tu non sei (vedi K 73A) |             |                | 1          |
| K Anh. 3                  |      | Scena per contralto (perduta, vedi K 315b) |             |                | 1          |
| K Anh. 3                  |      | Canone doppio a sei voci Lebet wohl, wir sehen uns wieder ("Addio, ci rivedremo!"; perduto, vedi K 572a) |             |                | 1          |
| K Anh. 5                  |      | Quartetto per voci Caro mio Druck und Schluck (frammento, vedi K 571a) |             |                | 1          |
| K Anh. 8                  |      | Ouverture (vedi K 311a) |             |                | 1          |
| K Anh. 9                  | 1778 | Sinfonia concertante per fiati, nella versione originale per flauto, oboe, fagotto e corno, perduta. Successivamente inserita come K 297B ma la partitura (di dubbia autenticità) prevede oboe, clarinetto, fagotto e corno solisti. | Mi♭ M       | fl, ob, hr, fg | 1          |
| K Anh. 11                 |      | Musiche per il melodramma Semiramide (perdute, vedi K 315e) |             |                | 1          |
| K Anh. 11a                |      | Aria per soprano e orchestra Zittre, töricht Herz ("Trema, folle cuore", perduta, vedi K 365a) |             |                | 1          |
| K Anh. 13                 |      | Kyrie per 4 voci e orchestra (frammento, vedi K 258) |             |                | 1          |
| K Anh. 16                 |      | Kyrie per voci e orchestra (frammento, vedi K 196a) |             |                | 1          |
| K Anh. 18                 |      | Kyrie per voci e orchestra (frammento, vedi K 166f) |             |                | 1          |
| K Anh. 19                 |      | Kyrie per voci e orchestra (frammento, vedi K 166g) |             |                | 1          |
| K Anh. 20                 |      | Lacrimosa per un Requiem per voci e organo |             |                | 1          |
| K Anh. 22                 |      | Salmo Memento Domine David per voci e organo |             |                | 1          |
| K Anh. 23                 |      | In te Domine speravi, per voci (frammento, vedi K 166h) |             |                | 1          |
| K Anh. 25                 |      | Lied Bardengesang auf Gibraltar ("Ode a Gibilterra", frammento; vedi K 386d) |             |                | 1          |
| K Anh. 26                 |      | Lied Einsam bin ich ("Sono solo", frammento; vedi K 475a) |             |                | 1          |
| K Anh. 28                 |      | Farsa Die Liebesprobe ("La prova d'amore"; abbozzo, vedi K 509c) |             |                | 1          |
| K Anh. 29                 |      | Larghetto per pianoforte (frammento, vedi K 590a) |             |                | 1          |
| K Anh. 30                 |      | Rondò per pianoforte (frammento, vedi K 590b) |             |                | 1          |
| K Anh. 31                 |      | Allegro per pianoforte (frammento, vedi K 569a) |             |                | 1          |
| K Anh. 33                 |      | Fuga per pianoforte (frammento, inserita nel catalogo insieme a K Anh. 40; vedi K 383b) |             |                | 1          |
| K Anh. 34                 |      | Adagio per pianoforte od organo (frammento, vedi K 385h) e Minuetto per pianoforte (frammento, vedi K 576a) |             |                | 1          |
| K Anh. 35                 |      | Adagio per organo meccanico (frammento, vedi K 593a) |             |                | 1          |
| K Anh. 37                 |      | Rondò per pianoforte (frammento, vedi K 590c) |             |                | 1          |
| K Anh. 38                 |      | Tema con variazioni per organo (frammento, vedi K 383c) |             |                | 1          |
| K Anh. 39                 |      | Fuga per pianoforte (frammento, vedi K 383d) |             |                | 1          |
| K Anh. 40                 |      | Fuga per pianoforte (frammento, inserita nel catalogo insieme a K Anh. 33; vedi K 383b) |             |                | 1          |
| K Anh. 41                 |      | Fuga per pianoforte (frammento, vedi K 375g) |             |                | 1          |
| K Anh. 42                 |      | Sonata per due pianoforti (frammento, vedi K 375b) |             |                | 1          |
| K Anh. 43                 |      | Sonata per due pianoforti (frammento, vedi K 375c) |             |                | 1          |
| K Anh. 45                 |      | Fuga per due pianoforti (frammento, vedi K 375d) |             |                | 1          |
| K Anh. 47                 |      | Allegro per pianoforte e violino (frammento, vedi K 546a) |             |                | 1          |
| K Anh. 50                 |      | Tempo di Sonata per pianoforte e violino (frammento, vedi K 526a) |             |                | 1          |
| K Anh. 54                 |      | Quintetto per pianoforte e fiati (frammento, perduto; vedi K 452a) |             |                | 1          |
| K Anh. 55                 |      | Allegro per un Concerto per pianoforte (frammento, vedi K 452b) | Re maggiore |                | 1          |
| K Anh. 56                 |      | Concerto per violino e pianoforte (frammento, vedi K 315f) |             |                | 1          |
| K Anh. 57                 |      | Allegro per pianoforte (frammento, vedi K 537a) |             |                | 1          |
| K Anh. 58                 |      | Andante per pianoforte e orchestra (frammento, vedi K 488a) |             |                | 1          |
| K Anh. 59                 |      | Tempo di concerto per pianoforte e orchestra (frammento, tentativo di movimento lento per il Concerto K 453; vedi K 459a) |             |                | 1          |
| K Anh. 61                 |      | Adagio per pianoforte (frammento, vedi K 537b) |             |                | 1          |
| K Anh. 62                 |      | Rondò per pianoforte e orchestra (frammento, vedi K 491a) |             |                | 1          |
| K Anh. 63                 |      | Rondò per pianoforte e orchestra (frammento, vedi K 488b) |             |                | 1          |
| K Anh. 64                 |      | Rondò per pianoforte e orchestra (frammento, vedi K 488c) |             |                | 1          |
| K Anh. 65                 |      | Andante per un Concerto per pianoforte (tentativo di movimento lento per il concerto K 453, frammento; vedi K 452c) |             |                | 1          |
| K Anh. 66                 |      | Trio per violino, viola e violoncello (frammento, vedi K 562e) |             |                | 1          |
| K Anh. 67                 |      | Fuga-Sonata per trio d'archi (frammento, completato dall'Abate Maximilian Stadler; vedi K 443) |             |                | 1          |
| K Anh. 68                 |      | Rondò per quartetto d'archi (frammento, vedi K 589a) |             |                | 1          |
| K Anh. 71                 |      | Rondò per quartetto d'archi (frammento, vedi K 458b) |             |                | 1          |
| K Anh. 73                 |      | Rondò per quartetto d'archi (frammento, vedi K 589b) |             |                | 1          |
| K Anh. 74                 |      | Movimento per un quartetto per archi (frammento, vedi K 587a) |             |                | 1          |
| K Anh. 75                 |      | Minuetto per quartetto d'archi (frammento, vedi K 458a) |             |                | 1          |
| K Anh. 79                 | 1787 | Quintetto per archi (frammento, vedi K 515c) |             |                | 1          |
| K Anh. 80                 |      | Quintetto per archi (frammento, vedi K 514a) |             |                | 1          |
| K Anh. 81                 |      | Quintetto per archi (frammento, abbozzo del terzo movimento del Quintetto K 614, vedi K 613a) |             |                | 1          |
| K Anh. 82                 |      | Quintetto per archi (frammento, abbozzo del terzo movimento del Quintetto K 614, vedi K 613b) |             |                | 1          |
| K Anh. 83                 |      | Tempo di Quintetto (frammento, vedi K 592b) |             |                | 1          |
| K Anh. 86                 |      | Rondò per quintetto d'archi (frammento, vedi K 516a) |             |                | 1          |
| K Anh. 87                 |      | Andante per archi (frammento, vedi K 515a) |             |                | 1          |
| K Anh. 88                 |      | Rondò per Quintetto per clarinetto e archi (frammento, vedi K 581a) |             |                | 1          |
| K Anh. 89                 |      | Rondò per un quintetto per clarinetto e archi (frammento, vedi K 515a) |             |                | 1          |
| K Anh. 90                 |      | Allegro per Quintetto per clarinetto, corno di bassetto e archi (frammento, vedi K 580b) |             |                | 1          |
| K Anh. 91                 |      | Allegro e Andante Rondò per un quintetto per clarinetto e archi (frammenti, vedi K 516c e K 516d) |             |                | 1          |
| K Anh. 92                 |      | Fantasia per glassharmonica (frammento, vedi K 616a) |             |                | 1          |
| K Anh. 93                 |      | Adagio per clarinetto e corni di bassetto (frammento, vedi K 484c) |             |                | 1          |
| K Anh. 94                 |      | Adagio per 4 fiati (frammento, vedi K 580a) |             |                | 1          |
| K Anh. 95                 |      | Allegro per clarinetti e corni di bassetto (frammento, vedi K 484b) |             |                | 1          |
| K Anh. 96                 |      | Allegro, per otto fiati (frammento, probabilmente nato come primo movimento di un divertimento mai compiuto; vedi K 384c) |             |                | 1          |
| K Anh. 97                 |      | Concerto per corno e orchestra (frammento, vedi K 370b) |             |                | 1          |
| K Anh. 98a                |      | Allegro per corno e orchestra (frammento, vedi K 494a) |             |                | 2          |
| K Anh. 100                |      | Sinfonia per orchestra (frammento, perduta; vedi K 383g) |             |                | 1          |
| K Anh. 102                |      | Ouverture per orchestra (frammento, vedi K 620a) |             |                | 1          |
| K Anh. 107                |      | Contraddanza per orchestra (frammento, vedi K 535b) |             |                | 1          |
| K Anh. 108                |      | Rondò per orchestra (frammento, vedi K 522a) |             |                | 1          |
| K Anh. 109                |      | Le gelosie del serraglio, abbozzo di un balletto (vedi K 135a) |             |                | 1          |
| K Anh. 109g               |      | Pezzi vari. Fuga per pianoforte (frammento, vedi K 375h) Rondò per pianoforte e orchestra (frammento; vedi K 488c) |             |                | 1          |
| K Anh. 136                |      | Sonata per pianoforte (dubbia) | Si♭ M       | pf             | 1          |
| K Anh. 137                |      | 6 Variazioni su un tema dal quintetto per clarinetto K 581 |             |                | 1          |
| K Anh. 171                |      | Quartetto per flauto e archi (incompiuto, vedi K 285a) |             |                | 1          |
| K Anh. 191                |      | Canone per archi (dubbio, vedi K 562c) |             |                | 1          |
| K Anh. 203                |      | Allegro (vedi K 5a) e Andante (vedi K 5b) per pianoforte |             |                | 1          |
| K Anh. 206                |      | Variazioni per pianoforte (perdute) (vedi K 21a) |             |                | 1          |
| K Anh. 214                |      | Sinfonia n. 55 (vedi K 45b) |             |                | 1          |
| K Anh. 215                |      | Sinfonia (vedi K 66c) |             |                | 1          |
| K Anh. 217                |      | Sinfonia (vedi K 66d) |             |                | 1          |
| K Anh. 218                |      | Sinfonia (vedi K 66e) |             |                | 1          |
| K Anh. 220                |      | Sinfonia n. 2 (apocrifa?) (vedi K 16a) |             |                | 1          |
| K Anh. 221                |      | Sinfonia Nuova Lambach e Sinfonia Vecchia Lambach (vedi K 45a) |             |                | 1          |
| K Anh. 222                |      | Sinfonia (vedi K 19b) |             |                | 1          |
| K Anh. 223                |      | Sinfonia (vedi K 19a) |             |                | 1          |
| K Anh. 226                |      | Divertimento per fiati (dubbio, vedi 196e) |             |                | 1          |
| K Anh. 227                |      | Divertimento per fiati (dubbio, vedi 196f) |             |                | 1          |
| K Anh. 229                |      | Cinque divertimenti per fiati (vedi K 439b) |             |                | 1          |
| K Anh. 230                |      | Concerto per fagotto (perduto, vedi K 196d) |             |                | 1          |
| K Anh. 245                |      | Aria per basso Io ti lascio, o cara, addio, su testo ti autore ignoto (vedi K 621a) |             |                | 1          |
| K 294d                    |      | Composizione meccanica (Musikalisches Würfelspiel) per uno o più strumenti (frammento, vedi K 516f) |             |                | 3          |
| K Anh. B zu 450           |      | Movimento di sonata (Andante) per pianoforte (vedi K Anh. 136) |             |                | 6          |
| K Anh. B zu 450, 456, 590 |      | Movimento di sonata (Rondò) per pianoforte (vedi K Anh. 136) |             |                | 6          |
| K Anh. C.9.06             |      | Duo per soprani Darum so trinkt (perduto, vedi K 562d) |             |                | 6          |
| K Anh. C.13.02            |      | Nove contraddanze e quadriglie per orchestra (dubbie, vedi K 510) |             |                | 6          |
| K Anh. C.25.04            |      | Movimento di sonata (Allegro) per pianoforte (vedi K Anh. 136) |             |                | 6          |
| K Anh. C.25.05            |      | Movimento di sonata (Minuetto) per pianoforte (vedi K Anh. 136) |             |                | 6          |